# 越谷市
越谷市（こしがやし）は、埼玉県の南東部に位置する市。面積は60.24平方キロ（東西8.6キロ、南北11.5キロ）。中核市・業務核都市・保健所政令市に指定されている。人口は約34万人で、さいたま市、川口市、川越市、所沢市に次いで県内第5位。旧南埼玉郡。1958年（昭和33年）市制施行。

## 市町村名の由来
「こし」は腰とも書かれ、山や丘陵地の麓を指し、「や」は谷で湿地などの低地を指す。つまり、「大宮台地の麓にある低地」を指す地名であると推測される。
「越谷」の地名は、1954年、合併により越谷町が成立した際に、合併前の越ヶ谷町と区別するために「ヶ」を取って「越谷町」としたことに由来する。したがって、旧・越ヶ谷町にあたる越谷市の中央部の地名は、現在「越谷市越ヶ谷」であり、それ以外の「こしがや」が付く地名は、越谷町成立以降にできた地名なので、「南越谷」「北越谷」「東越谷」などのように「ヶ」が入らない。同様の理由で「越ヶ谷高等学校」には「ヶ」が入り、「越谷北高等学校」「越谷南高等学校」などには「ヶ」が入らない。

## 概要

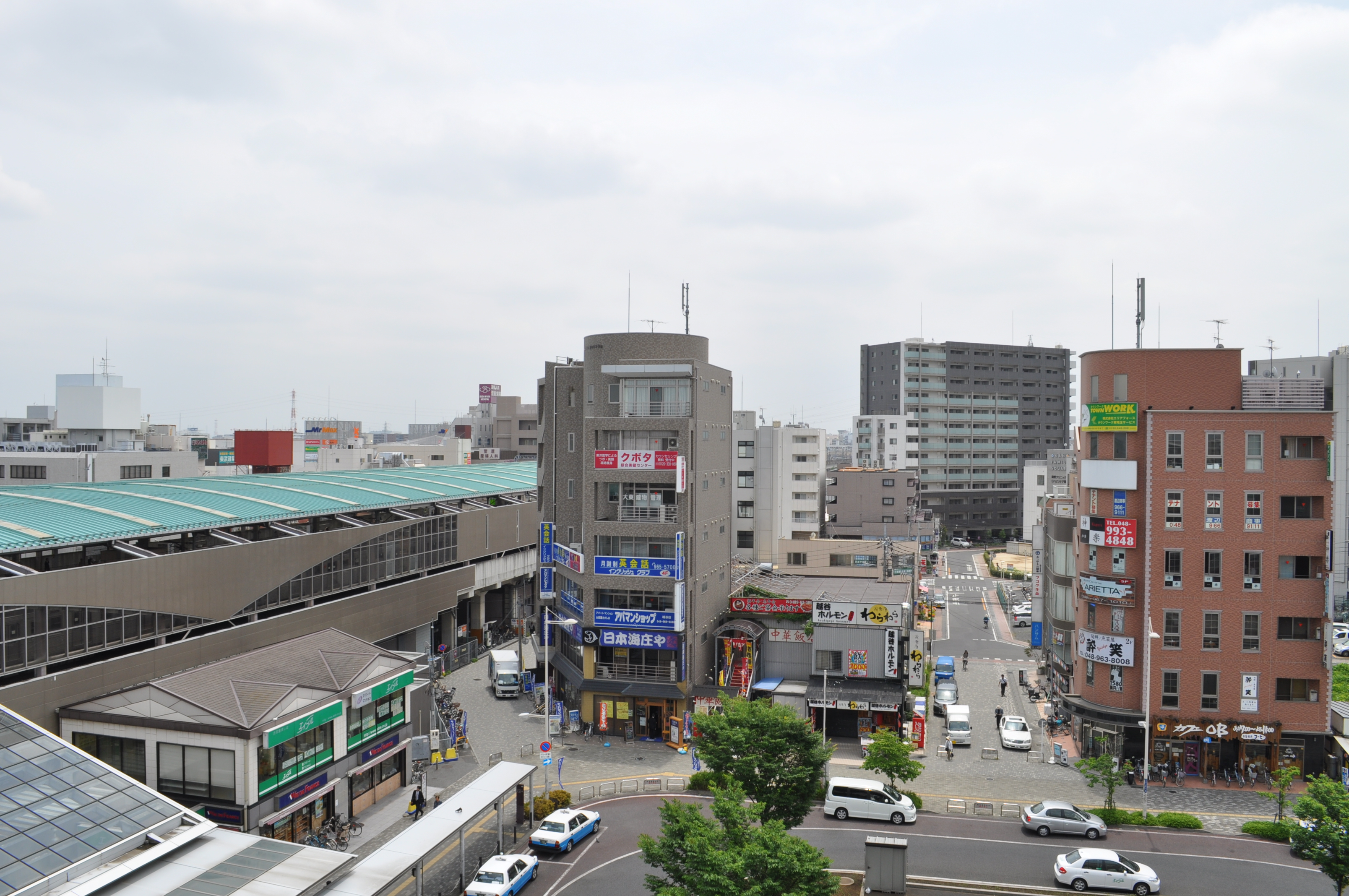
越谷駅周辺の景観

江戸時代に日光街道の宿場町の1つ・越ヶ谷宿として栄えた街であり、埼玉県の南東部に位置する。慶長17年（1612年）以前までは元荒川の右岸側が武蔵国埼玉郡（埼西郡）、左岸側が下総国葛飾郡であり、元荒川に跨る形で宿場町が整備された。右岸側の越ヶ谷町と左岸側の大沢町に跨る形で宿場町があったものの、両町の伝馬機構は一体化されており、交通上は両町を合わせて越ヶ谷宿とされていた。
大宮台地と下総台地に挟さまれた中川流域の沖積平野にあり、市域の大半は平地である。元荒川・中川・綾瀬川・古利根川・新方川（千間堀）・逆川など、多くの河川が市内に流れていることから、「水郷こしがや」と呼ばれる。江戸から北に約25kmにあり、東北や上信越方面との中継地点でもあった越谷は交通の要衝として舟運が発達し、江戸時代末期までは多数の河岸場が整備されていた。
1899年に東武鉄道の伊勢崎線（東武スカイツリーライン）が開業し、日光街道（現在の国道4号）の西側に並行する形で市域を南北に縦断している。1954年に2町8村が合併して越谷町となり、1958年に市制施行されて越谷市となった。1962年に伊勢崎線が東京メトロ日比谷線と直通運転を開始した後は、東京のベッドタウンとして急激に都市化が進んだ。中心市街地から離れた春日部市との市境周辺もニュータウンが開発され、1967年にせんげん台駅が開業した。1973年に武蔵野線が開業したことにより、浦和市（さいたま市）方面へのアクセスが飛躍的に向上した。両路線の乗換駅は新越谷駅と南越谷駅であり、駅名が異なるが徒歩連絡が可能である。
都市化によって水田の遊水機能が低下したことにより、バブル時代には治水対策が急務となった。そのため、1996年から越谷レイクタウンが市の南東部に整備され、2008年に越谷レイクタウン駅が開業した。越谷レイクタウンの地区内には、広大かつ平坦な土地を活かして、日本最大のショッピングセンターであるイオンレイクタウンが開業した。イオンレイクタウンは年間約5,000万人を集客しており、この数字は東京ディズニーリゾートの年間入園者数を約2,000万人程度上回る。
中心市街地は東武伊勢崎線（東武スカイツリーライン）越谷駅東口周辺であるが、イオンレイクタウンの開業以降は商業面での影響が大きく、イトーヨーカドー越ヶ谷店が2009年に閉店した。2012年に駅前再開発事業が行われて越谷ツインシティが開業した後は、商店街の空洞化にある程度の歯止めがかかり、越谷駅の乗降人員も増加傾向にある。越谷駅東口周辺は市役所や埼玉県の地域機関が集積しており、銀行の支店が数多く出店している。
「越ヶ谷のシラコバト」は1956年に国の天然記念物に指定された。これは戦中の食糧難による乱獲により、一時的に生息地が埼玉鴨場周辺のみになったことによる。シラコバトは1965年に県の鳥に、1988年に市の鳥に定められた。2000年頃までは個体数が増加して生息地も拡大してきたが、都市化の影響で餌場となる養鶏場が減少し、鳥インフルエンザの影響で養鶏場の野鳥対策が行われた影響などにより個体数が減少し、絶滅危惧種に指定されている。

### 隣接している自治体・行政区
- さいたま市（岩槻区）
- 春日部市
- 川口市
- 草加市
- 吉川市
- 北葛飾郡松伏町

## 地理
本市の地形はほぼ全域に渡って低平地で、平均海抜は5[[m>メートル]]ほどであり、市街地と郊外部の水田から構成される。水はけが悪く、古くから大雨により度々水害を受けてきた地域である。

### 湖沼
高度成長期以前は水田が多かった本市であるが、高度経済成長以降に都市化が進行し、水田面積が減少したことにより遊水・保水能力が低下したため、1980年代には多雨時の浸水被害が頻発していた。
このため、抜本的な治水対策が求められるようになり、1991年（平成3年）に大吉調節池、2014年（平成26年）に大相模調節池がそれぞれ整備された。いずれも調整池であり、通常時は地域住民のレクリエーションや憩いの場として活用されている。
- 北越谷駅方面
- 大袋・せんげん台方面
- 元荒川の桜（2006年4月）
- 大相模調整池

### 河川
本市を流れる一級河川は全て利根川水系である。東端に中川と大落古利根川、南端に綾瀬川と古綾瀬川が流れており、中央に新方川と元荒川の一級河川を始めとする多数の河川が流れている。大落古利根川・新方川・元荒川は当市で中川と合流する。
- 一級河川
  - 中川
  - 大落古利根川
  - 新方川
  - 元荒川
  - 綾瀬川
  - 古綾瀬川
- 準用河川
  - 平新川
  - 大成川
  - 蒲生愛宕川
  - 七左ェ門川
  - 末田落
  - 第二末田落
  - 古綾瀬川
- 普通河川
  - 大場落
  - 第二古川
  - 幸落
  - 堂端落

- 用水路
  - 逆川
  - 葛西用水路
  - 八条用水
  - 花田用水
  - 見田方用水
  - 新見田方用水
  - 谷古田用水
  - 越谷用水
  - 須賀用水
  - 末田用水（末田大用水）
  - 出羽堀
  - 掛樋堀
- 排水路
  - 四条幹排水路
  - 上谷排水
  - 千疋幹排

### 河畔砂丘
- 袋山砂丘
- 大林砂丘
- 北越谷砂丘
- 東越谷砂丘
- 大相模砂丘

### 気候
埼玉県内で気象庁が気温を観測している地点の中では熊谷市に次いで温暖である。過去に40°C以上の最高気温を2回観測している。また、1月の平均最低気温-0.5°Cは所沢市（-0.6°C）を超え、埼玉県内では熊谷市（-0.4°C）に次いで2番目に高く、冬も気温が下がりにくい。ただし、越谷市のアメダスが越谷市役所近くの市街地から郊外の県民健康福祉村に移転してからは、夏の記録的な高温は減少し、冬も熊谷市や所沢市より気温が低くなることが多くなっている。2018年1月26日には最低気温-7.5°Cを観測し、越谷市の観測史上最低気温を更新した。
| 越谷市（越谷地域気象観測所）の気候                           | 越谷市（越谷地域気象観測所）の気候 | 越谷市（越谷地域気象観測所）の気候 | 越谷市（越谷地域気象観測所）の気候 | 越谷市（越谷地域気象観測所）の気候 | 越谷市（越谷地域気象観測所）の気候 | 越谷市（越谷地域気象観測所）の気候 | 越谷市（越谷地域気象観測所）の気候 | 越谷市（越谷地域気象観測所）の気候 | 越谷市（越谷地域気象観測所）の気候 | 越谷市（越谷地域気象観測所）の気候 | 越谷市（越谷地域気象観測所）の気候 | 越谷市（越谷地域気象観測所）の気候 | 越谷市（越谷地域気象観測所）の気候 |
| 月                                                           | 1月                                | 2月                                | 3月                                | 4月                                | 5月                                | 6月                                | 7月                                | 8月                                | 9月                                | 10月                               | 11月                               | 12月                               | 年                                 |
| ------------------------------------------------------------ | ---------------------------------- | ---------------------------------- | ---------------------------------- | ---------------------------------- | ---------------------------------- | ---------------------------------- | ---------------------------------- | ---------------------------------- | ---------------------------------- | ---------------------------------- | ---------------------------------- | ---------------------------------- | ---------------------------------- |
| 最高気温記録 °C （°F）                                       | 18.9 (66)                          | 24.3 (75.7)                        | 27.7 (81.9)                        | 30.3 (86.5)                        | 35.1 (95.2)                        | 38.7 (101.7)                       | 40.2 (104.4)                       | 40.4 (104.7)                       | 37.9 (100.2)                       | 33.6 (92.5)                        | 26.1 (79)                          | 25.9 (78.6)                        | 40.4 (104.7)                       |
| 平均最高気温 °C （°F）                                       | 9.6 (49.3)                         | 10.6 (51.1)                        | 14.1 (57.4)                        | 19.6 (67.3)                        | 24.1 (75.4)                        | 26.7 (80.1)                        | 30.7 (87.3)                        | 32.1 (89.8)                        | 27.9 (82.2)                        | 22.1 (71.8)                        | 16.6 (61.9)                        | 11.8 (53.2)                        | 20.5 (68.9)                        |
| 日平均気温 °C （°F）                                         | 4.2 (39.6)                         | 5.2 (41.4)                         | 8.7 (47.7)                         | 13.9 (57)                          | 18.7 (65.7)                        | 22.0 (71.6)                        | 25.9 (78.6)                        | 27.1 (80.8)                        | 23.3 (73.9)                        | 17.5 (63.5)                        | 11.6 (52.9)                        | 6.5 (43.7)                         | 15.4 (59.7)                        |
| 平均最低気温 °C （°F）                                       | −0.5 (31.1)                        | 0.4 (32.7)                         | 3.6 (38.5)                         | 8.7 (47.7)                         | 14.0 (57.2)                        | 18.2 (64.8)                        | 22.2 (72)                          | 23.4 (74.1)                        | 19.7 (67.5)                        | 13.7 (56.7)                        | 7.3 (45.1)                         | 1.8 (35.2)                         | 11.0 (51.8)                        |
| 最低気温記録 °C （°F）                                       | −7.5 (18.5)                        | −7.1 (19.2)                        | −4.9 (23.2)                        | −1.4 (29.5)                        | 4.7 (40.5)                         | 10.6 (51.1)                        | 14.1 (57.4)                        | 15.4 (59.7)                        | 10.2 (50.4)                        | 4.2 (39.6)                         | −1.8 (28.8)                        | −5.3 (22.5)                        | −7.5 (18.5)                        |
| 降水量 mm （inch）                                           | 50.2 (1.976)                       | 47.5 (1.87)                        | 94.5 (3.72)                        | 109.8 (4.323)                      | 124.4 (4.898)                      | 144.0 (5.669)                      | 138.0 (5.433)                      | 134.3 (5.287)                      | 197.0 (7.756)                      | 203.4 (8.008)                      | 78.6 (3.094)                       | 50.3 (1.98)                        | 1,366.9 (53.815)                   |
| 平均降水日数 （≥1.0 mm）                                     | 4.4                                | 5.0                                | 9.2                                | 9.9                                | 10.2                               | 12.0                               | 11.0                               | 8.6                                | 11.0                               | 10.1                               | 7.3                                | 5.2                                | 103.4                              |
| 平均月間日照時間                                             | 199.6                              | 181.7                              | 185.3                              | 184.0                              | 182.5                              | 128.9                              | 153.4                              | 180.1                              | 134.7                              | 135.5                              | 153.7                              | 174.5                              | 1,993.9                            |
| 出典：気象庁（平均値：1991年 - 2020年、極値：1977年 - 現在） |                                    |                                    |                                    |                                    |                                    |                                    |                                    |                                    |                                    |                                    |                                    |                                    |                                    |

## 歴史

### 略史
縄文時代中期・縄文海進の頃は海となっていたが、縄文時代末期から弥生時代にかけて市域の陸地化が始まった。見田方遺跡の存在からも分かるように、越谷の市域では遅くとも古墳時代後期（6世紀頃）には人が定住を始めていた。

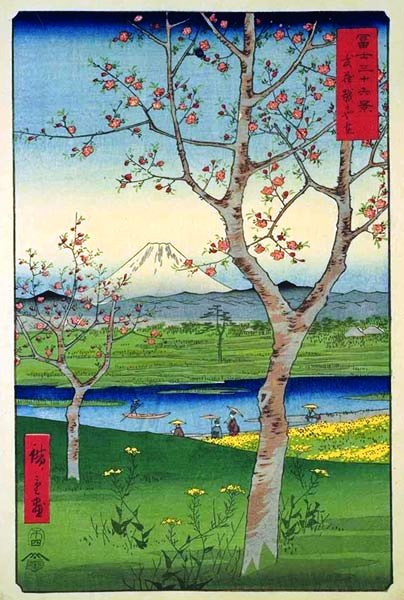
歌川広重の「武蔵越かや在」。『富士三十六景』より。

越谷市の市域のうち、元荒川の右岸の地域は古来より武蔵国埼玉郡に属す。平安時代の長久・寛徳年間（1040年 - ）、野与党の一族、古志賀谷二郎為基や大相模二郎能高が定住、野与党の氏神久伊豆神社を祀ったと伝えられる。元荒川の左岸の地域は戦国期までは下総国葛飾郡下河辺荘のうち新方庄に属する地域で、一帯は南北朝期までは藤原秀郷の子孫である下野国小山氏の一門、下河辺氏によって開発された八条院領の寄進系荘園であった。
慶長17年（1612年）以前には、現・元荒川の左岸の地域は、既に、下総国葛飾郡から武蔵国埼西郡（埼玉郡）に編入されていた。
江戸時代には、日光街道の宿場・越ヶ谷宿として栄えた。寛永2年（1625年）に三野宮・大道・大竹・恩間が岩槻藩領になり、寛文2年（1662年）以降、見田方・南百・千疋・四条・麦塚・柿ノ木が東方忍藩領になる。あとの地域はいわゆる「天領」であり、関東郡代の支配地域であった。

### 「国民健康保険発祥」の地

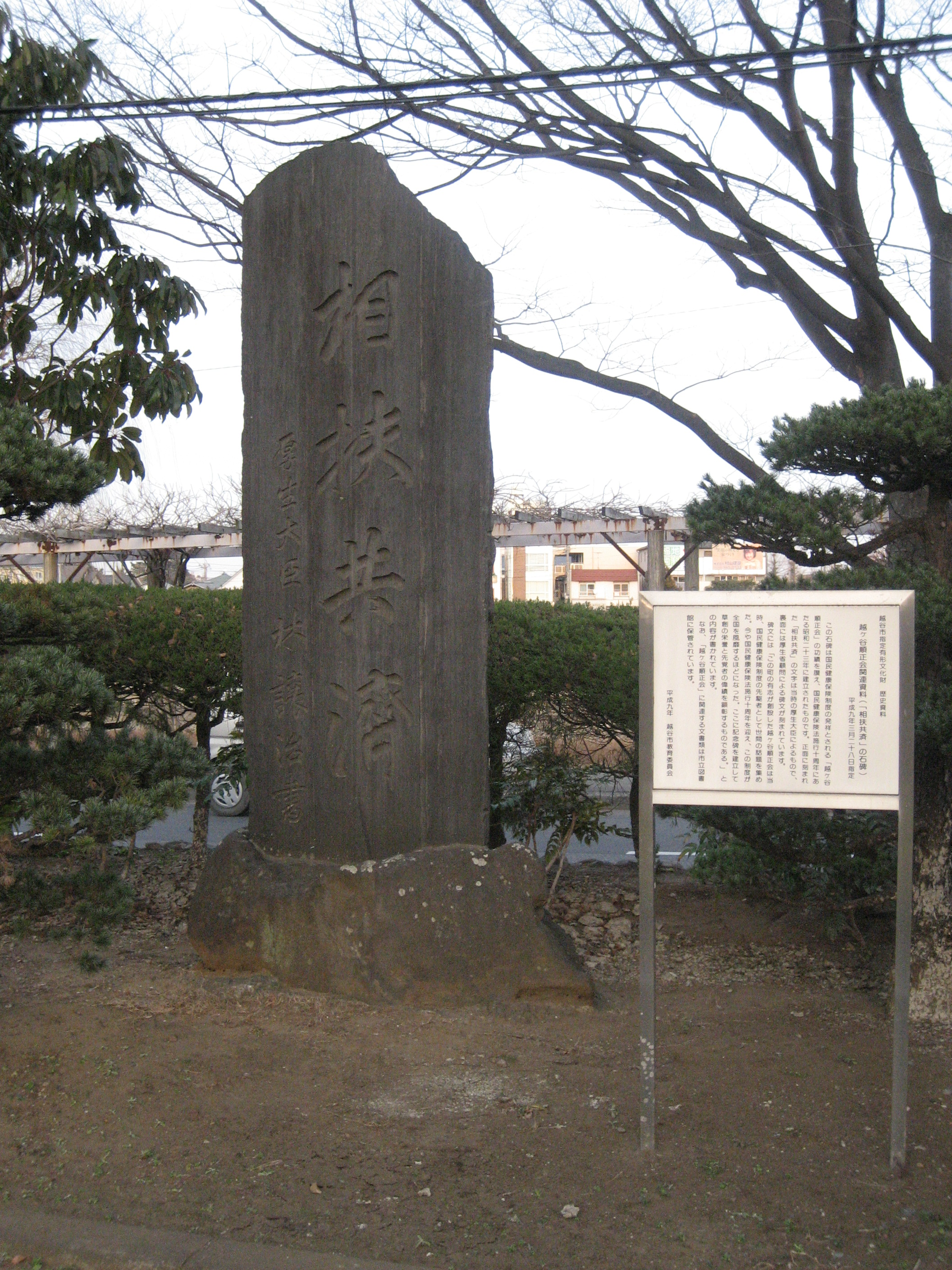
国民健康保険発祥の地の碑

旧越ヶ谷町が1936年（昭和11年）に発足させた、一般住民を対象とした日本初の健康保険制度「越ヶ谷順正会」は、1938年（昭和13年）の国民健康保険法（旧法）施行よりも早く発足している。このため、越谷市は「越ヶ谷順正会」を「国民健康保険の発祥」と称しており、国民健康保険法施行10周年を記念して、1948年（昭和23年）には「越ヶ谷順正会」を顕彰する「相扶共済の石碑」が、市役所の敷地内に立てられている。
町の財政建て直しと滞納税を一掃するために、有志が無尽講を設立した。そして病気が貧困の大きな原因となっていることから、その無尽講の利益で設立された。当時、勤労者を対象とした健康保険制度はあったが、農漁業、自営業者を対象とした健康保険制度はまだ無かった。
1997年（平成9年）3月28日、「越ヶ谷順正会関連資料」が、市指定有形文化財（歴史資料）に指定された。

### 政令指定都市構想
2001年に埼玉県東南部都市連絡調整会議が発足し、越谷市・草加市・八潮市・三郷市・吉川市・松伏町の5市1町での市町村合併、政令指定都市への移行が検討されている。2010年には政令指定都市実現に向けた報告書がまとめられた。

### 年表

#### 越谷町成立前

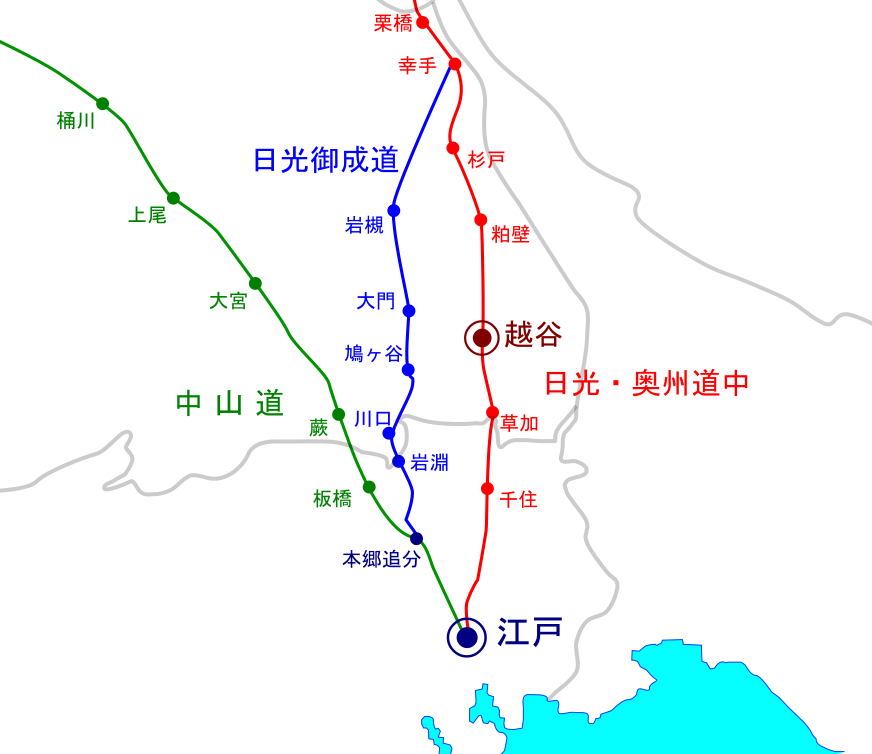
越ヶ谷宿及び周辺主要海道

- 1602年（慶長7年）：日光街道越ヶ谷宿が取り立てられる。
- 1604年（慶長9年）：徳川家康が越ヶ谷御殿を造成[13][17]。
- 1657年（明暦3年）：明暦の大火により江戸城が焼失。越ヶ谷御殿が将軍の仮殿として江戸城二の丸に移される[13][17]。
- 1869年（明治2年）1月28日 (旧暦)：武蔵知県事・宮原忠治の管轄区域をもって大宮県が発足（県庁は日本橋馬喰町）。ほか市域では岩槻県・忍県・六浦県・小菅県に属した村もあり。
- 1869年（明治2年）9月29日 (旧暦)：県庁が浦和に移転し、大宮県から浦和県に改称。
- 1871年（明治4年）11月14日 (旧暦)：浦和県・忍県・岩槻県の3県が合併して埼玉県が誕生。
- 1897年（明治30年）12月11日：合資会社鈴木銀行が越ヶ谷町に設立。
- 1898年（明治31年）11月29日：越谷貯蓄銀行が越ヶ谷町に設立。
- 1899年（明治32年）8月27日：東武伊勢崎線が開通。越ヶ谷駅（現・北越谷駅）が大沢町に、蒲生駅が蒲生村に開業[18]。
- 1908年（明治41年）：埼玉鴨場が開設[13]。
- 1913年（大正2年）：越ヶ谷町・大沢町に電灯線が引かれる[13]。
- 1919年（大正8年）11月20日：大沢町に所在した越ヶ谷駅が武州大沢駅に改称[19]。
- 1920年（大正9年）4月17日：伊勢崎線越ヶ谷駅（現・越谷駅）が越ヶ谷町に開設[20]。
- 1926年（大正15年）10月1日：伊勢崎線大袋駅が大袋村に開業[21]。

#### 越谷町への合併・市制施行後
- 1954年（昭和29年）11月3日：越ヶ谷町・大沢町・新方村・桜井村・大袋村・荻島村・出羽村・蒲生村・大相模村・増林村の2町8村が合併し、越谷町となる[7]。人口は4万4595人。
- 1955年（昭和30年）11月3日：草加町から旧川柳村の一部にあたる井原、麦塚、上谷が境界を変えて越谷町に編入される。
- 1956年（昭和31年）12月1日：越ヶ谷駅が越谷駅、武州大沢駅が北越谷駅に改称。
- 1958年（昭和33年）11月3日：市制施行により、越谷市となる。市制施行は全国で543番目、埼玉県で22番目で、人口は4万8318人。
- 1960年（昭和35年）9月：人口が5万人を突破。
- 1965年（昭和40年）10月1日：埼玉県東部清掃組合（現・東埼玉資源環境組合）が発足。
- 1967年（昭和42年）
  - 4月15日：伊勢崎線せんげん台駅が開設。
  - 10月：人口が10万人を突破。
  - 12月26日：国道4号線草加バイパスが開通。
- 1969年（昭和44年）5月：埼玉県越谷保健所が開設。
- 1971年（昭和46年）6月：人口が15万人を突破。
- 1972年（昭和47年）8月：戦後初の花火大会を開催。
- 1973年（昭和48年）4月1日：国鉄武蔵野線が開通。南越谷駅が開業。
- 1974年（昭和49年）7月23日：伊勢崎線新越谷駅が開設。武蔵野線南越谷駅との乗換駅となる。
- 1976年（昭和51年）
  - 1月：越谷市立病院が開院。
  - 9月：人口が20万人を突破[7]。
- 1977年（昭和52年）4月：越谷春日部バイパスが開通。
- 1978年（昭和53年）11月3日：市制施行20周年。市民憲章、市の木、市の花、市歌「越谷市の歌」が制定される。
- 1979年（昭和54年）6月
  - 同月：越谷サンシティが開業。
  - 30日：しらこばと水上公園が開園。
- 1980年（昭和55年）4月：獨協埼玉高等学校が開校。
- 1985年（昭和60年）
  - 5月：人口が25万人を突破[7]。
  - 8月24日：第1回南越谷阿波踊りが開催。
- 1988年（昭和63年）11月3日：市制施行30周年。シラコバトが市の鳥に制定される[9]。
- 1989年（平成元年）8月30日：越谷駅西口が開設。
- 1994年（平成6年）
  - 9月4日：越谷市民球場が開場。
  - 11月：市内初の斜張橋として、しらこばと橋が創架。
- 1995年（平成7年）9月：キャンベルタウン野鳥の森が開園。
- 1996年（平成8年）12月27日：人口が30万人を突破。
- 1997年（平成9年）3月25日：伊勢崎線越谷駅以南が高架複々線化。新越谷駅が準急（現在の区間急行に相当）停車駅となる。
- 1999年（平成11年）
  - 4月：埼玉県立大学が開校。
  - 10月6日：彩の国中核都市に指定される。
- 2001年（平成13年）3月28日：伊勢崎線北越谷駅以南が高架複々線化。
- 2003年（平成15年）4月1日：特例市に移行する[7]。
- 2004年（平成16年）10月2日：東埼玉道路の一般部が供用開始。
- 2005年（平成17年）8月1日：越谷市斎場が供用開始。
- 2008年（平成20年）
  - 3月15日：武蔵野線越谷レイクタウン駅新設。
  - 10月2日：日本最大のショッピングセンターとして、イオンレイクタウンがグランドオープン。
- 2009年（平成21年）4月1日：景観行政団体に指定される。
- 2010年（平成22年）4月1日：埼玉県越谷保健所が廃止され、埼玉県春日部保健所の管轄となる。
- 2012年（平成24年）9月15日：越谷ツインシティがグランドオープン。
- 2013年（平成23年）10月26日：大袋駅が橋上駅化され、西口が開設。市内全駅でバリアフリー化が完了。
- 2014年（平成26年）11月17日：ご当地ナンバーとして越谷ナンバーを導入。
- 2015年（平成27年）4月1日：中核市に移行する[7][22][23]。越谷市保健所を開設する。開設に伴い、埼玉県春日部保健所の管轄から越谷市が除かれる。また、埼玉県食肉衛生検査センター越谷分室が越谷市食肉衛生検査所に再編される。

## 人口
| |                                        |  |
| 越谷市と全国の年齢別人口分布（2005年） | 越谷市の年齢・男女別人口分布（2005年） |  |
| ■紫色 ― 越谷市 ■緑色 ― 日本全国 | ■青色 ― 男性 ■赤色 ― 女性              |  |
| 越谷市（に相当する地域）の人口の推移 \| 1970年（昭和45年） \| 139,368人 \| \| \| 1975年（昭和50年） \| 195,917人 \| \| \| 1980年（昭和55年） \| 223,241人 \| \| \| 1985年（昭和60年） \| 253,479人 \| \| \| 1990年（平成2年） \| 285,259人 \| \| \| 1995年（平成7年） \| 298,253人 \| \| \| 2000年（平成12年） \| 308,307人 \| \| \| 2005年（平成17年） \| 315,792人 \| \| \| 2010年（平成22年） \| 326,423人 \| \| \| 2015年（平成27年） \| 337,498人 \| \| \| 2020年（令和2年） \| 341,621人 \| \| |                                        |  |
| 総務省統計局 国勢調査より |                                        |  |
| 1970年（昭和45年） | 139,368人                              |  |
| 1975年（昭和50年） | 195,917人                              |  |
| 1980年（昭和55年） | 223,241人                              |  |
| 1985年（昭和60年） | 253,479人                              |  |
| 1990年（平成2年） | 285,259人                              |  |
| 1995年（平成7年） | 298,253人                              |  |
| 2000年（平成12年） | 308,307人                              |  |
| 2005年（平成17年） | 315,792人                              |  |
| 2010年（平成22年） | 326,423人                              |  |
| 2015年（平成27年） | 337,498人                              |  |
| 2020年（令和2年） | 341,621人                              |  |

## 町名
越谷市では、一部の区域で住居表示に関する法律に基づく住居表示が実施されている。
| 町名               | 町名の読み           | 町区域設定年月日 | 住居表示実施年月日 | 町区域設定前の町名等 | 住居表示実施前の町名等 |
| ------------------ | -------------------- | ---------------- | ------------------ | -------------------- | ---------------------- |
| レイクタウン一丁目 | れいくたうん         | 2014年1月15日    | 未実施             |                      |                        |
| レイクタウン二丁目 | れいくたうん         | 2014年1月15日    | 未実施             |                      |                        |
| レイクタウン三丁目 | れいくたうん         | 2014年1月15日    | 未実施             |                      |                        |
| レイクタウン四丁目 | れいくたうん         | 2014年1月15日    | 未実施             |                      |                        |
| レイクタウン五丁目 | れいくたうん         | 2014年1月15日    | 未実施             |                      |                        |
| レイクタウン六丁目 | れいくたうん         | 2014年1月15日    | 未実施             |                      |                        |
| レイクタウン七丁目 | れいくたうん         | 2014年1月15日    | 未実施             |                      |                        |
| レイクタウン八丁目 | れいくたうん         | 2014年1月15日    | 未実施             |                      |                        |
| レイクタウン九丁目 | れいくたうん         | 2014年1月15日    | 未実施             |                      |                        |
| 新越谷一丁目       | しんこしがや         | 2016年11月26日   | 未実施             |                      |                        |
| 新越谷二丁目       | しんこしがや         | 2016年11月26日   | 未実施             |                      |                        |
| 越ヶ谷本町         | こしがやほんちょう   | 年月日           | 年月日             |                      |                        |
| 越ヶ谷一丁目       | こしがや             | 1966年8月1日     | 未実施             |                      |                        |
| 越ヶ谷二丁目       | こしがや             | 1966年8月1日     | 未実施             |                      |                        |
| 越ヶ谷三丁目       | こしがや             | 1966年8月1日     | 未実施             |                      |                        |
| 越ヶ谷四丁目       | こしがや             | 1966年8月1日     | 未実施             |                      |                        |
| 越ヶ谷五丁目       | こしがや             | 1966年8月1日     | 未実施             |                      |                        |
| 北越谷一丁目       | きたこしがや         | 1965年5月1日     | 未実施             |                      |                        |
| 北越谷二丁目       | きたこしがや         | 1965年5月1日     | 未実施             |                      |                        |
| 北越谷三丁目       | きたこしがや         | 1965年5月1日     | 未実施             |                      |                        |
| 北越谷四丁目       | きたこしがや         | 1965年5月1日     | 未実施             |                      |                        |
| 北越谷五丁目       | きたこしがや         | 1965年5月1日     | 未実施             |                      |                        |
| 東越谷一丁目       | ひがしこしがや       | 1980年11月29日   | 未実施             |                      |                        |
| 東越谷二丁目       | ひがしこしがや       | 1980年11月29日   | 未実施             |                      |                        |
| 東越谷三丁目       | ひがしこしがや       | 1980年11月29日   | 未実施             |                      |                        |
| 東越谷四丁目       | ひがしこしがや       | 1980年11月29日   | 未実施             |                      |                        |
| 東越谷五丁目       | ひがしこしがや       | 1980年11月29日   | 未実施             |                      |                        |
| 東越谷六丁目       | ひがしこしがや       | 2018年11月10日   | 2018年11月10日     |                      |                        |
| 東越谷七丁目       | ひがしこしがや       | 2018年11月10日   | 2018年11月10日     |                      |                        |
| 東越谷八丁目       | ひがしこしがや       | 2018年11月10日   | 2018年11月10日     |                      |                        |
| 東越谷九丁目       | ひがしこしがや       | 2018年11月10日   | 2018年11月10日     |                      |                        |
| 東越谷十丁目       | ひがしこしがや       | 2018年11月10日   | 2018年11月10日     |                      |                        |
| 南越谷一丁目       | みなみこしがや       | 年月日           | 年月日             |                      |                        |
| 南越谷二丁目       | みなみこしがや       | 年月日           | 年月日             |                      |                        |
| 南越谷三丁目       | みなみこしがや       | 年月日           | 年月日             |                      |                        |
| 南越谷四丁目       | みなみこしがや       | 年月日           | 年月日             |                      |                        |
| 南越谷五丁目       | みなみこしがや       | 年月日           | 年月日             |                      |                        |
| 赤山町一丁目       | あかやまちょう       | 年月日           | 年月日             |                      |                        |
| 赤山町二丁目       | あかやまちょう       | 年月日           | 年月日             |                      |                        |
| 赤山町三丁目       | あかやまちょう       | 年月日           | 年月日             |                      |                        |
| 赤山町四丁目       | あかやまちょう       | 年月日           | 年月日             |                      |                        |
| 赤山町五丁目       | あかやまちょう       | 年月日           | 年月日             |                      |                        |
| 赤山本町           | あかやまほんちょう   | 年月日           | 年月日             |                      |                        |
| 東町一丁目         | あずまちょう         | 年月日           | 年月日             |                      |                        |
| 東町二丁目         | あずまちょう         | 年月日           | 年月日             |                      |                        |
| 東町三丁目         | あずまちょう         | 年月日           | 年月日             |                      |                        |
| 東町五丁目         | あずまちょう         | 年月日           | 年月日             |                      |                        |
| 伊原一丁目         | いはら               | 年月日           | 年月日             |                      |                        |
| 伊原二丁目         | いはら               | 年月日           | 年月日             |                      |                        |
| 大沢一丁目         | おおさわ             | 年月日           | 年月日             |                      |                        |
| 大沢二丁目         | おおさわ             | 年月日           | 年月日             |                      |                        |
| 大沢三丁目         | おおさわ             | 年月日           | 年月日             |                      |                        |
| 大沢四丁目         | おおさわ             | 年月日           | 年月日             |                      |                        |
| 大里               | おおざと             | 年月日           | 年月日             |                      |                        |
| 大杉               | おおすぎ             | 年月日           | 年月日             |                      |                        |
| 大竹               | おおたけ             | 年月日           | 年月日             |                      |                        |
| 大泊               | おおどもり           | 年月日           | 年月日             |                      |                        |
| 大林               | おおばやし           | 年月日           | 年月日             |                      |                        |
| 大房               | おおふさ             | 年月日           | 年月日             |                      |                        |
| 大松               | おおまつ             | 年月日           | 年月日             |                      |                        |
| 大間野町一丁目     | おおまのちょう       | 年月日           | 年月日             |                      |                        |
| 大間野町二丁目     | おおまのちょう       | 年月日           | 年月日             |                      |                        |
| 大間野町三丁目     | おおまのちょう       | 年月日           | 年月日             |                      |                        |
| 大間野町四丁目     | おおまのちょう       | 年月日           | 年月日             |                      |                        |
| 大間野町五丁目     | おおまのちょう       | 年月日           | 年月日             |                      |                        |
| 大道               | おおみち             | 年月日           | 年月日             |                      |                        |
| 大吉               | おおよし             | 年月日           | 年月日             |                      |                        |
| 小曽川             | おそがわ             | 年月日           | 年月日             |                      |                        |
| 恩間               | おんま               | 年月日           | 年月日             |                      |                        |
| 恩間新田           | おんましんでん       | 年月日           | 年月日             |                      |                        |
| 上間久里           | かみまくり           | 年月日           | 年月日             |                      |                        |
| 川柳町一丁目       | かわやなぎちょう     | 年月日           | 年月日             |                      |                        |
| 川柳町二丁目       | かわやなぎちょう     | 年月日           | 年月日             |                      |                        |
| 川柳町三丁目       | かわやなぎちょう     | 年月日           | 年月日             |                      |                        |
| 川柳町四丁目       | かわやなぎちょう     | 年月日           | 年月日             |                      |                        |
| 川柳町五丁目       | かわやなぎちょう     | 年月日           | 年月日             |                      |                        |
| 瓦曽根一丁目       | かわらぞね           | 年月日           | 年月日             |                      |                        |
| 瓦曽根二丁目       | かわらぞね           | 年月日           | 年月日             |                      |                        |
| 瓦曽根三丁目       | かわらぞね           | 年月日           | 年月日             |                      |                        |
| 蒲生茜町           | がもうあかねちょう   | 年月日           | 年月日             |                      |                        |
| 蒲生旭町           | がもうあさひちょう   | 年月日           | 年月日             |                      |                        |
| 蒲生愛宕町         | がもうあたごちょう   | 年月日           | 年月日             |                      |                        |
| 蒲生寿町           | がもうことぶきちょう | 年月日           | 年月日             |                      |                        |
| 蒲生西町一丁目     | がもうにしまち       | 年月日           | 年月日             |                      |                        |
| 蒲生西町二丁目     | がもうにしまち       | 年月日           | 年月日             |                      |                        |
| 蒲生東町           | がもうひがしちょう   | 年月日           | 年月日             |                      |                        |
| 蒲生本町           | がもうほんちょう     | 年月日           | 年月日             |                      |                        |
| 蒲生南町           | がもうみなみちょう   | 年月日           | 年月日             |                      |                        |
| 蒲生一丁目         | がもう               | 年月日           | 年月日             |                      |                        |
| 蒲生二丁目         | がもう               | 年月日           | 年月日             |                      |                        |
| 蒲生三丁目         | がもう               | 年月日           | 年月日             |                      |                        |
| 蒲生四丁目         | がもう               | 年月日           | 年月日             |                      |                        |
| 北後谷             | きたうしろや         | 年月日           | 年月日             |                      |                        |
| 北川崎             | きたかわさき         | 年月日           | 年月日             |                      |                        |
| 御殿町             | ごてんちょう         | 年月日           | 年月日             |                      |                        |
| 三野宮             | さんのみや           | 年月日           | 年月日             |                      |                        |
| 相模町一丁目       | さがみちょう         | 年月日           | 年月日             |                      |                        |
| 相模町二丁目       | さがみちょう         | 年月日           | 年月日             |                      |                        |
| 相模町三丁目       | さがみちょう         | 年月日           | 年月日             |                      |                        |
| 相模町四丁目       | さがみちょう         | 年月日           | 年月日             |                      |                        |
| 相模町五丁目       | さがみちょう         | 年月日           | 年月日             |                      |                        |
| 相模町六丁目       | さがみちょう         | 年月日           | 年月日             |                      |                        |
| 相模町七丁目       | さがみちょう         | 年月日           | 年月日             |                      |                        |
| 七左町一丁目       | しちざちょう         | 年月日           | 年月日             |                      |                        |
| 七左町四丁目       | しちざちょう         | 年月日           | 年月日             |                      |                        |
| 七左町五丁目       | しちざちょう         | 年月日           | 年月日             |                      |                        |
| 七左町六丁目       | しちざちょう         | 年月日           | 年月日             |                      |                        |
| 七左町七丁目       | しちざちょう         | 年月日           | 年月日             |                      |                        |
| 七左町八丁目       | しちざちょう         | 年月日           | 年月日             |                      |                        |
| 下間久里           | しもまくり           | 年月日           | 年月日             |                      |                        |
| 砂原               | すなはら             | 年月日           | 年月日             |                      |                        |
| 新川町一丁目       | しんかわちょう       | 年月日           | 年月日             |                      |                        |
| 新川町二丁目       | しんかわちょう       | 年月日           | 年月日             |                      |                        |
| 神明町一丁目       | しんめいちょう       | 年月日           | 年月日             |                      |                        |
| 神明町二丁目       | しんめいちょう       | 年月日           | 年月日             |                      |                        |
| 神明町三丁目       | しんめいちょう       | 年月日           | 年月日             |                      |                        |
| 千間台西一丁目     | せんげんだいにし     | 年月日           | 年月日             |                      |                        |
| 千間台西二丁目     | せんげんだいにし     | 年月日           | 年月日             |                      |                        |
| 千間台西三丁目     | せんげんだいにし     | 年月日           | 年月日             |                      |                        |
| 千間台西四丁目     | せんげんだいにし     | 年月日           | 年月日             |                      |                        |
| 千間台西五丁目     | せんげんだいにし     | 年月日           | 年月日             |                      |                        |
| 千間台西六丁目     | せんげんだいにし     | 年月日           | 年月日             |                      |                        |
| 千間台東一丁目     | せんげんだいひがし   | 年月日           | 年月日             |                      |                        |
| 千間台東二丁目     | せんげんだいひがし   | 年月日           | 年月日             |                      |                        |
| 千間台東三丁目     | せんげんだいひがし   | 年月日           | 年月日             |                      |                        |
| 千間台東四丁目     | せんげんだいひがし   | 年月日           | 年月日             |                      |                        |
| 大成町一丁目       | たいせいちょう       | 年月日           | 年月日             |                      |                        |
| 大成町二丁目       | たいせいちょう       | 年月日           | 年月日             |                      |                        |
| 大成町六丁目       | たいせいちょう       | 年月日           | 年月日             |                      |                        |
| 大成町七丁目       | たいせいちょう       | 年月日           | 年月日             |                      |                        |
| 大成町八丁目       | たいせいちょう       | 年月日           | 年月日             |                      |                        |
| 中島一丁目         | なかじま             | 年月日           | 年月日             |                      |                        |
| 中島二丁目         | なかじま             | 年月日           | 年月日             |                      |                        |
| 中島三丁目         | なかじま             | 年月日           | 年月日             |                      |                        |
| 中町               | なかまち             | 年月日           | 年月日             |                      |                        |
| 長島               | ながしま             | 年月日           | 年月日             |                      |                        |
| 西新井             | にしあらい           | 年月日           | 年月日             |                      |                        |
| 西方一丁目         | にしかた             | 年月日           | 年月日             |                      |                        |
| 西方二丁目         | にしかた             | 年月日           | 年月日             |                      |                        |
| 野島               | のじま               | 年月日           | 年月日             |                      |                        |
| 登戸町             | のぼりとちょう       | 年月日           | 年月日             |                      |                        |
| 花田一丁目         | はなた               | 年月日           | 年月日             |                      |                        |
| 花田二丁目         | はなた               | 年月日           | 年月日             |                      |                        |
| 花田三丁目         | はなた               | 年月日           | 年月日             |                      |                        |
| 花田四丁目         | はなた               | 年月日           | 年月日             |                      |                        |
| 花田五丁目         | はなた               | 年月日           | 年月日             |                      |                        |
| 花田六丁目         | はなた               | 年月日           | 年月日             |                      |                        |
| 花田七丁目         | はなた               | 年月日           | 年月日             |                      |                        |
| 東大沢一丁目       | ひがしおおさわ       | 年月日           | 年月日             |                      |                        |
| 東大沢二丁目       | ひがしおおさわ       | 年月日           | 年月日             |                      |                        |
| 東大沢三丁目       | ひがしおおさわ       | 年月日           | 年月日             |                      |                        |
| 東大沢四丁目       | ひがしおおさわ       | 年月日           | 年月日             |                      |                        |
| 東大沢五丁目       | ひがしおおさわ       | 年月日           | 年月日             |                      |                        |
| 東柳田町           | ひがしやなぎだちょう | 年月日           | 年月日             |                      |                        |
| 平方               | ひらかた             | 年月日           | 年月日             |                      |                        |
| 平方南町           | ひらかたみなみちょう | 年月日           | 年月日             |                      |                        |
| 袋山               | ふくろやま           | 年月日           | 年月日             |                      |                        |
| 船渡               | ふなと               | 年月日           | 年月日             |                      |                        |
| 増林一丁目         | ましばやし           | 年月日           | 年月日             |                      |                        |
| 増林二丁目         | ましばやし           | 年月日           | 年月日             |                      |                        |
| 増林三丁目         | ましばやし           | 年月日           | 年月日             |                      |                        |
| 増森一丁目         | ましもり             | 年月日           | 年月日             |                      |                        |
| 増森二丁目         | ましもり             | 年月日           | 年月日             |                      |                        |
| 南荻島             | みなみおぎしま       | 年月日           | 年月日             |                      |                        |
| 南町一丁目         | みなみちょう         | 年月日           | 年月日             |                      |                        |
| 南町二丁目         | みなみちょう         | 年月日           | 年月日             |                      |                        |
| 南町三丁目         | みなみちょう         | 年月日           | 年月日             |                      |                        |
| 宮前一丁目         | みやまえ             | 年月日           | 年月日             |                      |                        |
| 宮本町一丁目       | みやもとちょう       | 年月日           | 年月日             |                      |                        |
| 宮本町二丁目       | みやもとちょう       | 年月日           | 年月日             |                      |                        |
| 宮本町三丁目       | みやもとちょう       | 年月日           | 年月日             |                      |                        |
| 宮本町四丁目       | みやもとちょう       | 年月日           | 年月日             |                      |                        |
| 宮本町五丁目       | みやもとちょう       | 年月日           | 年月日             |                      |                        |
| 向畑               | むこうばたけ         | 年月日           | 年月日             |                      |                        |
| 元柳田町           | もとやなぎだちょう   | 年月日           | 年月日             |                      |                        |
| 弥栄町一丁目       | やさかちょう         | 年月日           | 年月日             |                      |                        |
| 弥栄町二丁目       | やさかちょう         | 年月日           | 年月日             |                      |                        |
| 弥栄町三丁目       | やさかちょう         | 年月日           | 年月日             |                      |                        |
| 弥栄町四丁目       | やさかちょう         | 年月日           | 年月日             |                      |                        |
| 弥十郎             | やじゅうろう         | 年月日           | 年月日             |                      |                        |
| 谷中町一丁目       | やなかちょう         | 年月日           | 年月日             |                      |                        |
| 谷中町二丁目       | やなかちょう         | 年月日           | 年月日             |                      |                        |
| 谷中町三丁目       | やなかちょう         | 年月日           | 年月日             |                      |                        |
| 谷中町四丁目       | やなかちょう         | 年月日           | 年月日             |                      |                        |
| 柳町               | やなぎちょう         | 年月日           | 年月日             |                      |                        |
| 弥生町             | やよいちょう         | 年月日           | 年月日             |                      |                        |
| 流通団地一丁目     | りゅうつうだんち     | 年月日           | 年月日             |                      |                        |
| 流通団地二丁目     | りゅうつうだんち     | 年月日           | 年月日             |                      |                        |
| 流通団地三丁目     | りゅうつうだんち     | 年月日           | 年月日             |                      |                        |
| 流通団地四丁目     | りゅうつうだんち     | 年月日           | 年月日             |                      |                        |

桜井地区
- 大字大里
- 大字下間久里
- 大字上間久里
- 大字大泊

- 大字平方
- 平方南町
- 千間台東1 - 4丁目

新方地区
- 大字弥十郎
- 大字大吉
- 大字向畑
- 大字北川崎

- 大字大杉
- 大字大松
- 大字船渡
- 弥栄町1 - 4丁目

増林地区
- 大字花田
- 大字増林
- 大字増森

- 大字中島
- 東越谷1 - 10丁目
- 中島1 - 3丁目

- 増林1 - 3丁目
- 増森1、2丁目
- 花田1 - 7丁目

大袋地区
- 大字恩間
- 大字大竹
- 大字大道

- 大字三野宮
- 大字恩間新田
- 大字袋山

- 大字大林
- 大字大房
- 千間台西1 - 6丁目

荻島地区
- 大字野島
- 大字小曽川
- 大字砂原
- 大字南荻島

- 大字西新井
- 大字北後谷
- 大字長島

出羽地区
- 宮本町1 - 5丁目
- 新越谷2丁目
- 神明町1 - 3丁目
- 谷中町1 - 4丁目

- 七左町1、4 - 8丁目
- 大間野町1 - 5丁目
- 新川町1、2丁目

蒲生地区
- 大字登戸
- 大字蒲生
- 瓦曽根1、2丁目
- 南越谷1丁目
- 登戸町

- 蒲生東町
- 蒲生寿町
- 蒲生旭町
- 蒲生本町
- 蒲生西町1,2丁目

- 蒲生1 - 4丁目
- 蒲生愛宕町
- 蒲生南町
- 南町1 - 3丁目

川柳地区
- 伊原1、2丁目
- 川柳町1 - 5丁目
- レイクタウン7丁目

大相模地区
- 大字西方
- 相模町1 - 7丁目
- 大成町1、2、6 - 8丁目
- 東町1 - 3、5丁目

- 流通団地1 - 4丁目
- 西方1、2丁目
- レイクタウン1 - 6、8、9丁目

大沢地区
- 大沢
- 大沢1 - 4丁目
- 東大沢1 - 5丁目

北越谷地区
- 北越谷1 - 5丁目

越ヶ谷地区
- 越ヶ谷
- 越ヶ谷1 - 5丁目
- 御殿町
- 柳町

- 越ヶ谷本町
- 中町
- 弥生町

- 赤山町1、2丁目
- 宮前1丁目
- 赤山本町

南越谷地区
- 新越谷1丁目
- 瓦曽根3丁目
- 南越谷2 - 5丁目
- 蒲生茜町

- 東柳田町
- 元柳田町
- 赤山町3 - 5丁目

## 行政

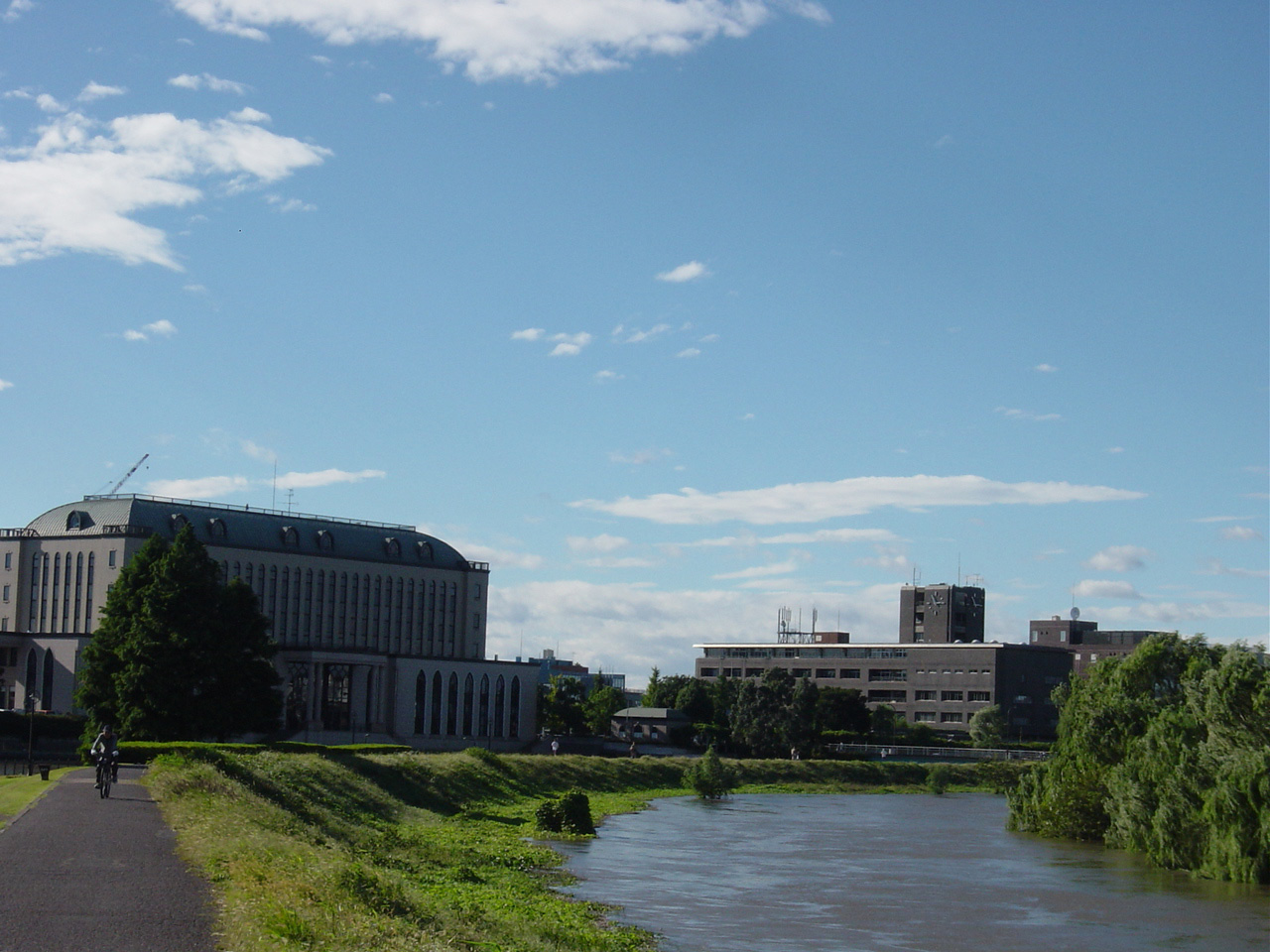
中央市民会館（左）と市役所（右）（2006年10月）

- 市長 : 福田晃（2021年11月11日就任、1期目）

### 歴代市長
- 初代 - 第3代 : 大塚伴鹿（1958年11月19日 - 1970年10月1日、3期）
- 第4代 : 島村平市郎（1970年11月9日 - 1973年10月10日、1期）
- 第5代 : 黒田重晴（1973年11月11日 - 1977年11月10日、1期）
- 第6代 - 第10代 : 島村慎市郎（1977年11月11日 - 1997年11月10日、5期）
- 第11代 - 第13代 : 板川文夫（1997年11月11日 - 2009年11月10日、3期）
- 第14代 - 第16代 : 高橋努（2009年11月11日 - 2021年11月10日、3期）
- 第17代 -  : 福田晃（2021年11月11日  - 現職）

### 市の主な施設
- 北部出張所（恩間）
- 南部出張所（南越谷一丁目）
- 中央市民会館
- 北部市民会館
- 越谷コミュニティーセンター
- 男女共同参画支援センターほっと越谷
- しらこばと職業センター
- 地域子育て支援センター
- 収集業務センター
- 資源化センター
- 越谷市農業技術センター
- 越谷市住まいの情報館
- 教育センター
- 越谷市科学技術体験センター（ミラクル）
- 越谷市立第一・第二体育館
  - 北体育館
  - 南体育館
  - 西体育館
- 総合体育館
- 越谷市民球場
- 越谷総合公園
- 緑の森公園越谷市弓道場
- 越谷市民プール
- 越谷市立図書館
- 越谷市保健所
- 越谷市動物管理センター
- 越谷市食肉衛生検査所

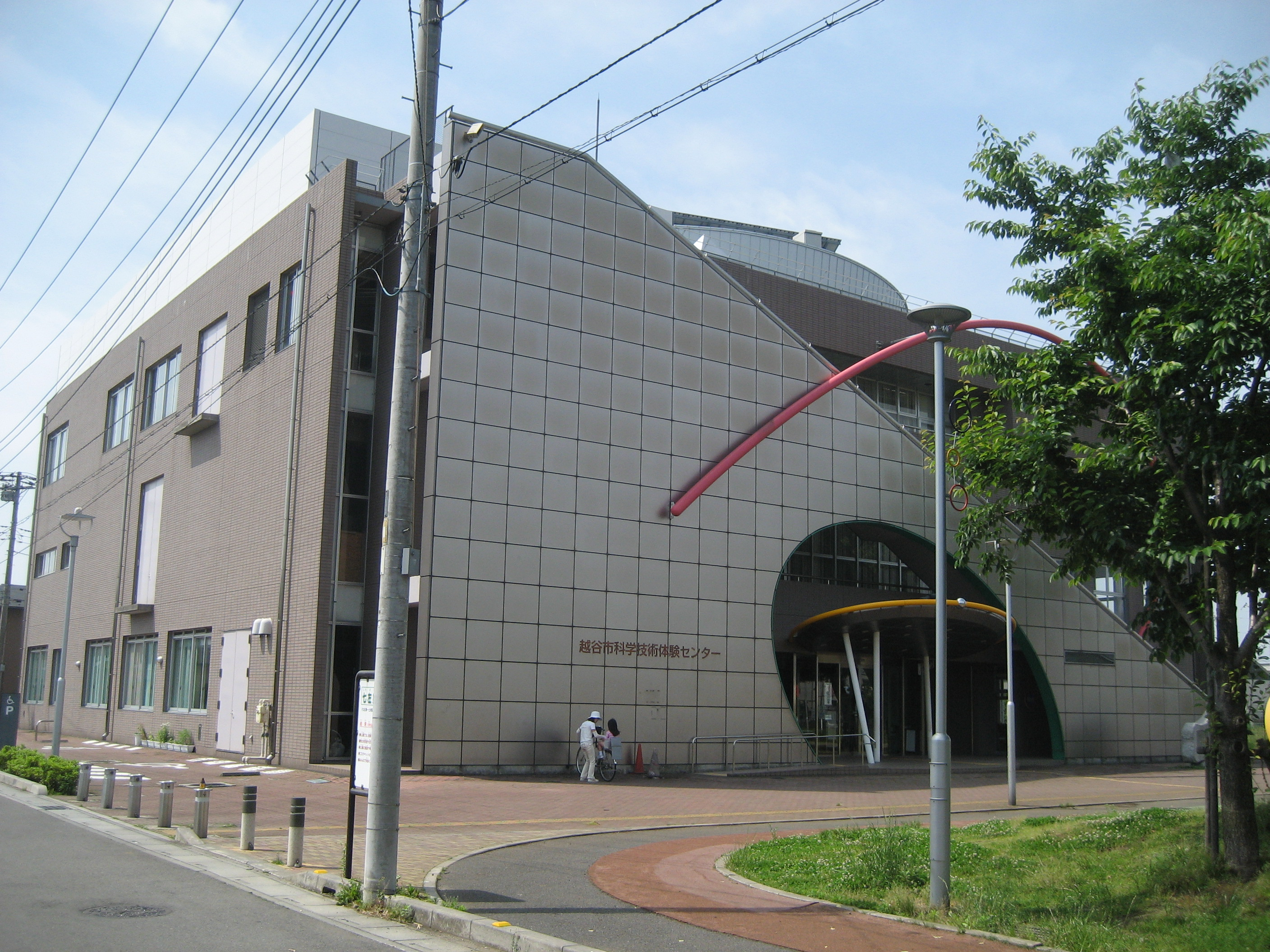
科学技術体験センターミラクル
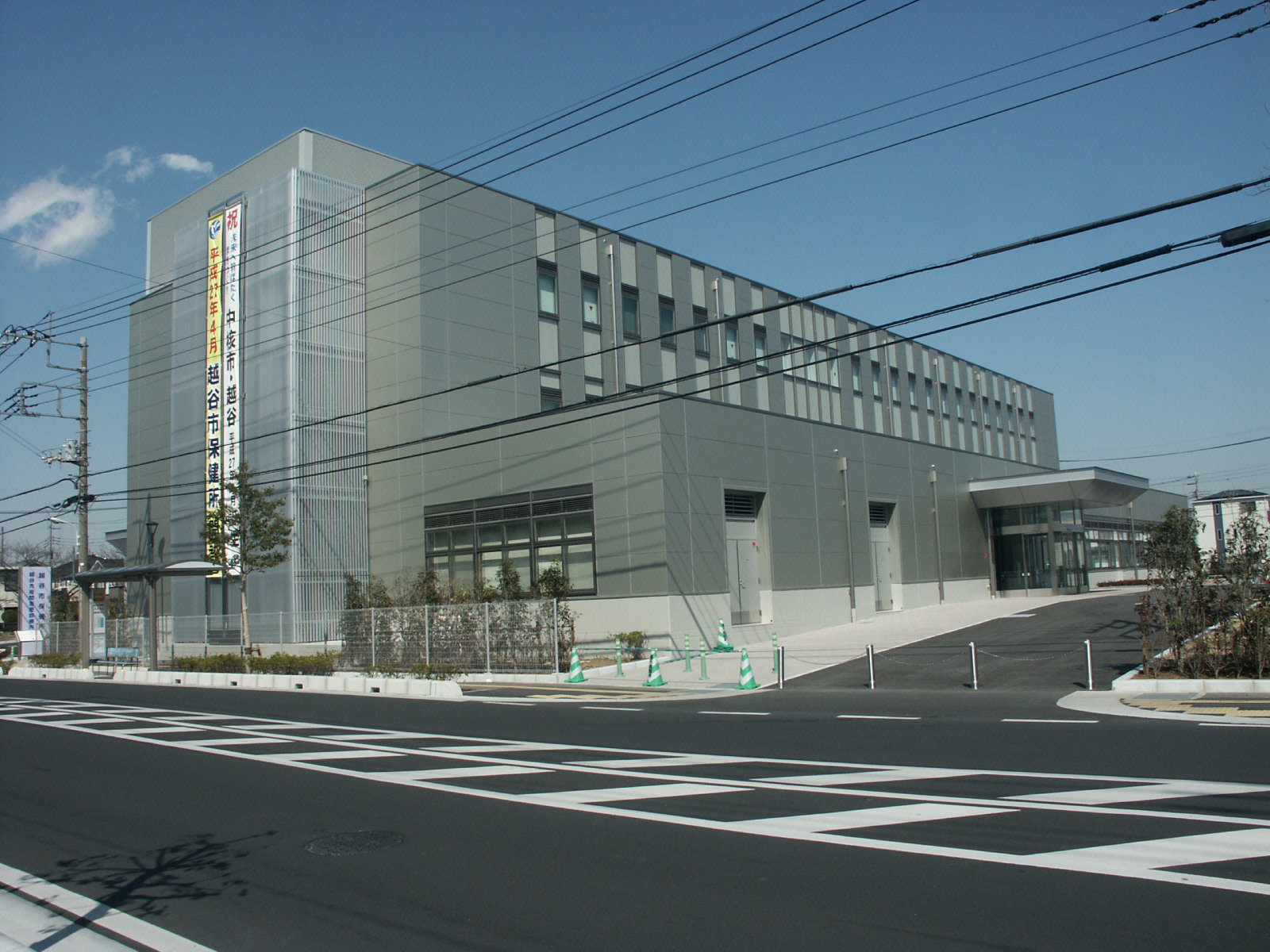
越谷市保健所
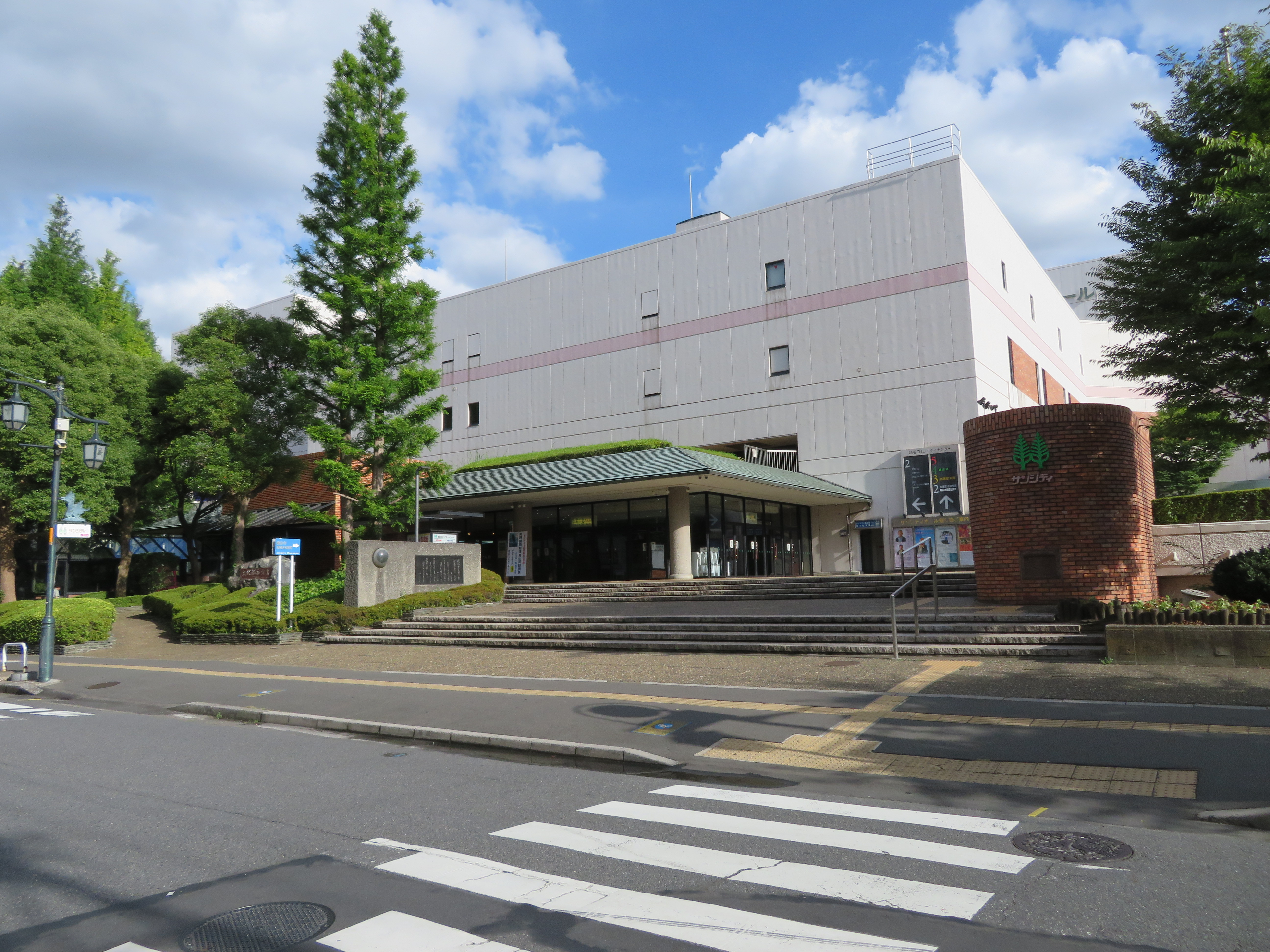
越谷コミュニティーセンター（サンシティ）

### 国の出先機関
- さいたま地方検察庁越谷支部
- 越谷区検察庁
- さいたま地方法務局越谷支局
- 越谷税務署
- 日本年金機構越谷年金事務所
- 越谷公共職業安定所（ハローワーク越谷）
- 国土交通省江戸川河川事務所中川出張所
- 宮内庁埼玉鴨場

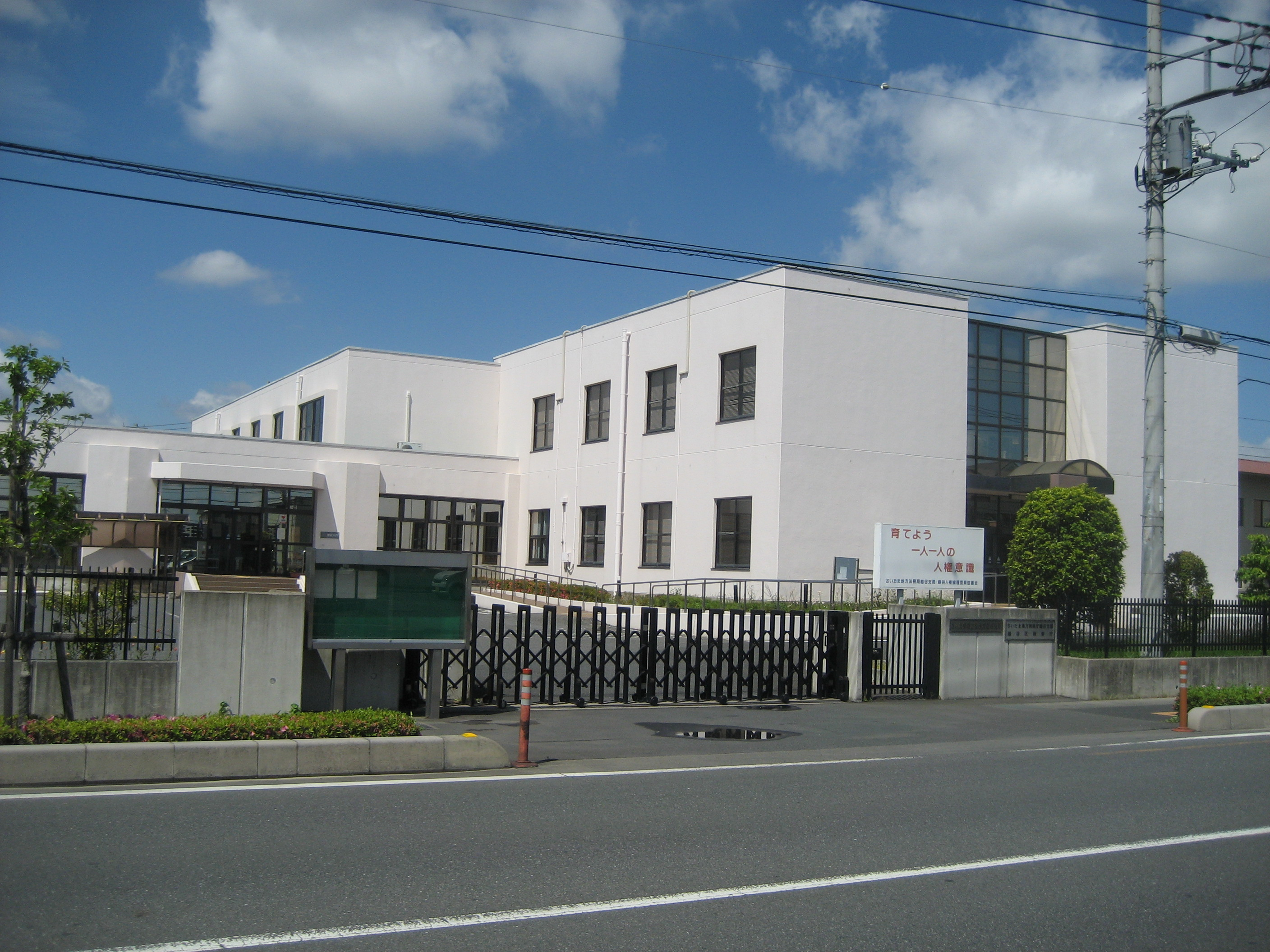
さいたま地方検察庁越谷支部・越谷区検察庁・さいたま地方法務局越谷支局

### 県の出先機関
- 越谷合同庁舎
  - 越谷県税事務所
  - 越谷県土整備事務所
  - 越谷建築安全センター
  - 越谷環境管理事務所
- 大宮公園事務所しらこばと公園管理事務所

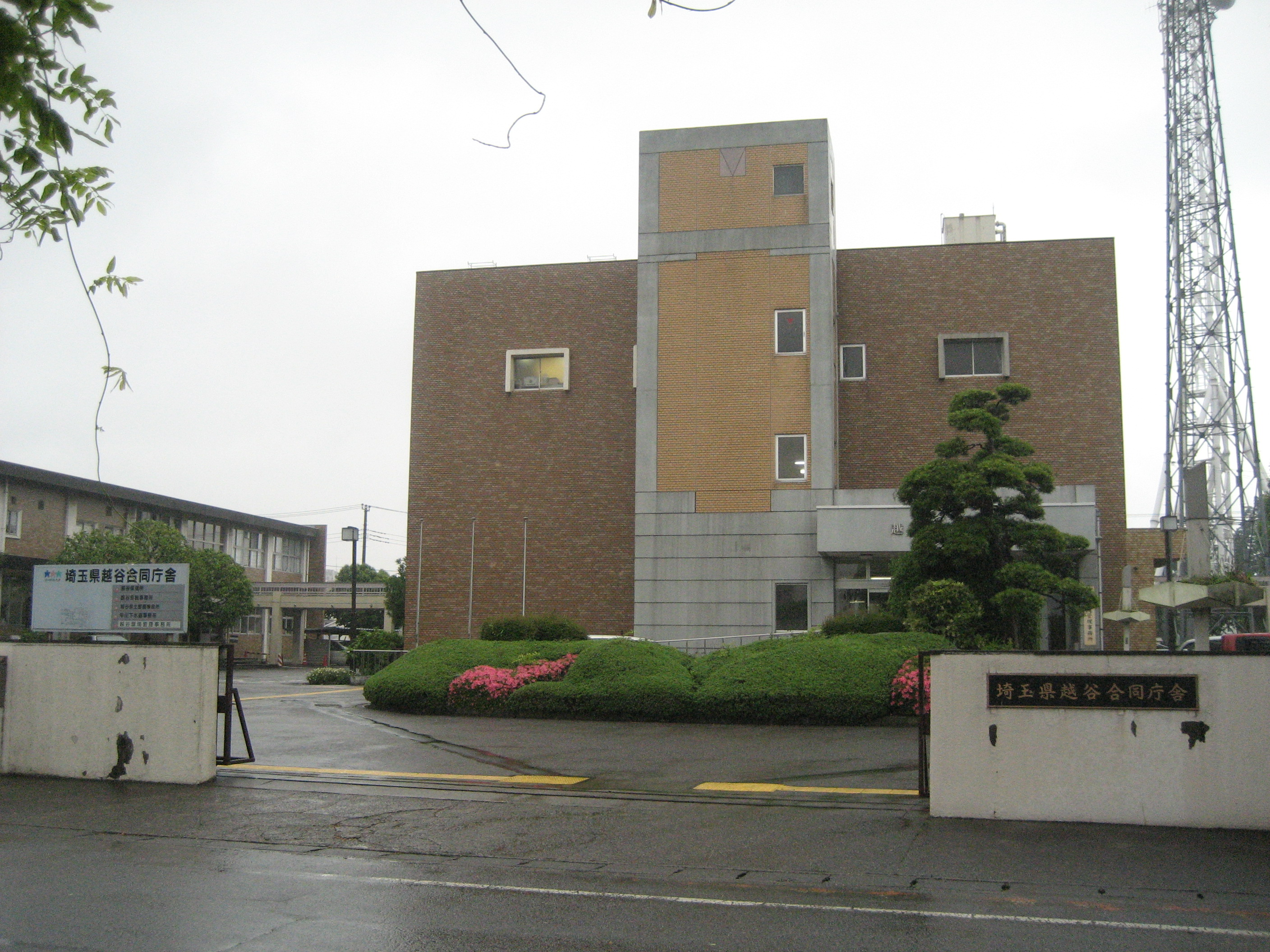
埼玉県越谷合同庁舎
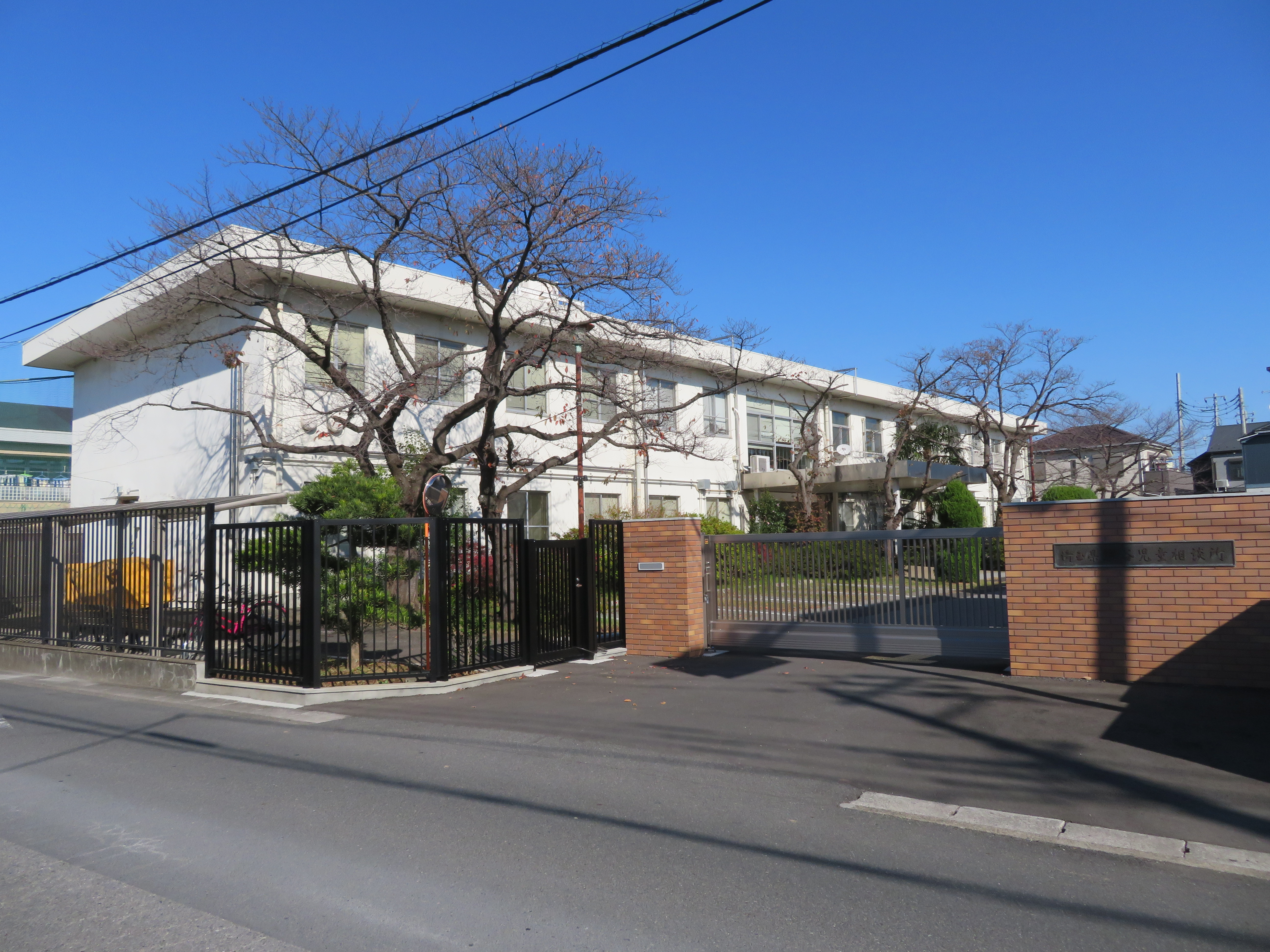
越谷児童相談所
- 東部地域療育センター

- 埼玉県越谷合同庁舎
- 越谷児童相談所

### その他機関
- 東埼玉資源環境組合第一工場（清掃工場）

### 広域行政
一部事務組合
- 東埼玉資源環境組合：草加市・吉川市・八潮市・三郷市・松伏町とともに可燃ごみ処理及びし尿処理を行っている。
- 埼玉県都市ボートレース企業団：飯能市・加須市・本庄市・東松山市・狭山市・春日部市・羽生市・鴻巣市・深谷市・上尾市・草加市・入間市・朝霞市・さいたま市とともに戸田競艇の主催など事務を行っている。

地方公営企業
- 越谷・松伏水道企業団：松伏町とともに上水道及び下水道（使用料徴収のみ）事業を行っている。

協議会
- 埼玉県東南部都市連絡調整会議：草加市・三郷市・八潮市・吉川市・松伏町とともに公共施設の相互利用、図書館の広域利用、重症心身障害児施設中川の郷療育センターの共同設置、埼玉県東南部地域公共施設予約案内システム（まんまるよやく）の運営を行っている。また、政令指定都市移行を目標とした合併に関する会議を開催や構成する自治体の住民が参加できる事業を開催している。
- 東埼玉消防指令業務共同運用協議会：越谷市（越谷市消防局）、三郷市（三郷市消防本部）、吉川松伏消防組合（吉川市・松伏町）、春日部市（春日部市消防本部）、草加八潮消防組合（草加市・八潮市）とともに各消防本部で行っていた119番通報の受付及び各消防署等への通信指令業務を令和８年４月に統合する予定。

### ナンバープレート
ご当地ナンバーである越谷ナンバー（埼玉運輸支局）が交付される。

### ラスパイレス指数
2023年（令和5年）度のラスパイレス指数は1.03であり、全国で最も大きい市町村であった。

## 司法

### 裁判所
- さいたま地方裁判所越谷支部
- さいたま家庭裁判所越谷支部
- 越谷簡易裁判所

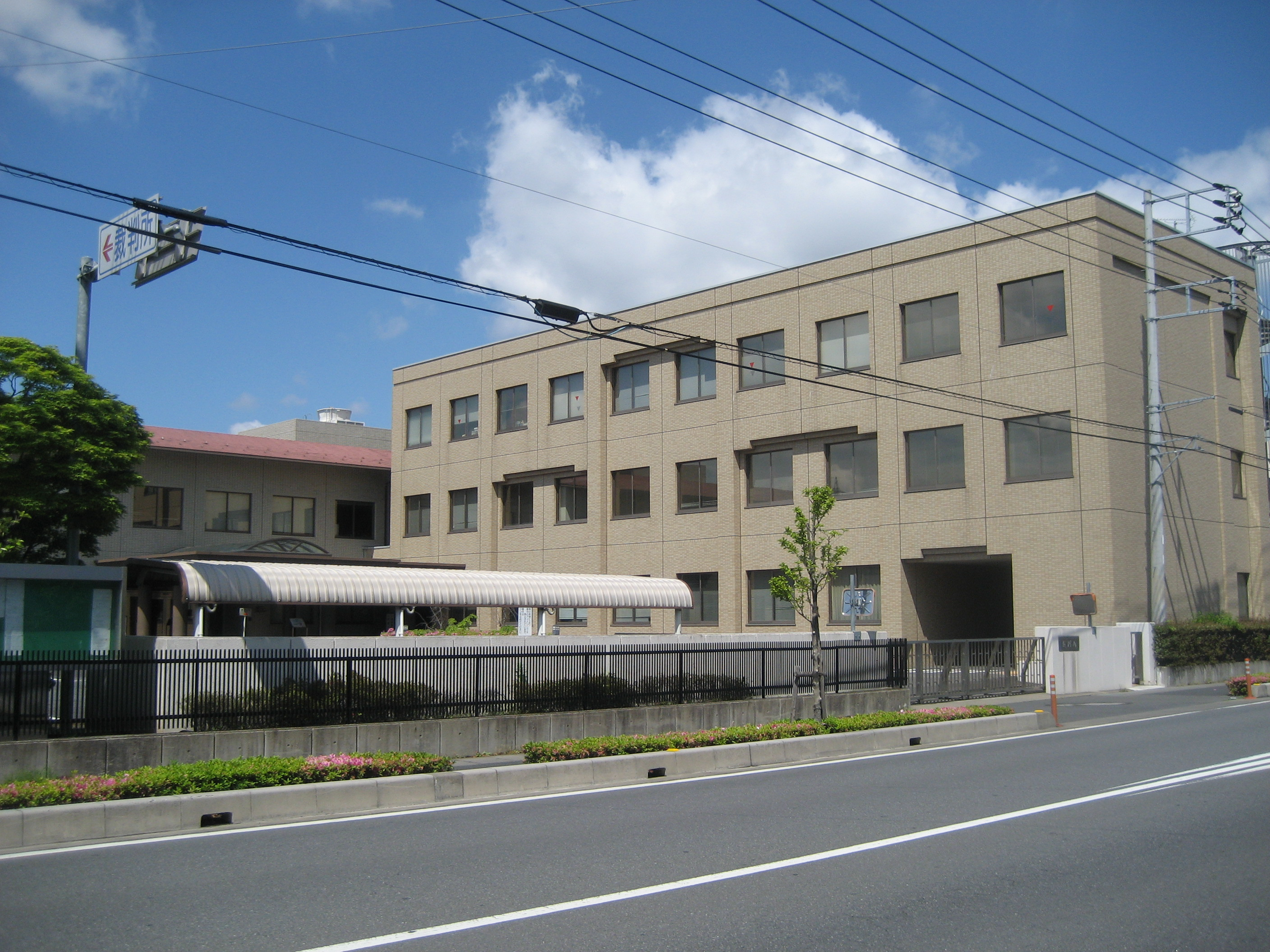
さいたま地方裁判所越谷支部・さいたま家庭裁判所越谷支部・越谷簡易裁判所

## 議会

### 埼玉県議会
- 選挙区：東8区越谷市選挙区
- 定数：1人
- 任期：2023年4月30日 - 2027年4月29日
- 投票日：2023年4月9日
- 当日有権者数：282,140人
- 投票率：33.23%

| 候補者名 | 当落 | 年齢 | 党派名                 | 新旧別 | 得票数   |
| -------- | ---- | ---- | ---------------------- | ------ | -------- |
| 浅井明   | 当   | 74   | 自由民主党             | 現     | 18,953票 |
| 橋詰昌児 | 当   | 57   | 公明党                 | 現     | 17,402票 |
| 細川威   | 当   | 45   | 立憲民主党             | 新     | 15,106票 |
| 辻浩司   | 当   | 47   | 埼玉県市民ネットワーク | 現     | 14,060票 |
| 大野保司 | 落   | 59   | 無所属                 | 新     | 10,639票 |
| 中野隆之 | 落   | 47   | 日本維新の会           | 新     | 9,712票  |
| 馬場浩   | 落   | 66   | 日本共産党             | 新     | 6,734票  |

### 衆議院
埼玉県第3区
- 選挙区：埼玉3区（草加市・越谷市の一部）
- 任期：2021年10月31日 - 2025年10月30日
- 投票日：2021年10月31日
- 当日有権者数：462,607人
- 投票率：51.88%

| 当落 | 候補者名   | 年齢 | 所属党派                            | 新旧別 | 得票数    | 重複 |
| ---- | ---------- | ---- | ----------------------------------- | ------ | --------- | ---- |
| 当   | 黄川田仁志 | 51   | 自由民主党                          | 前     | 125,500票 | ○    |
|      | 山川百合子 | 52   | 立憲民主党                          | 前     | 100,963票 | ○    |
|      | 河合悠祐   | 40   | NHKと裁判してる党弁護士法72条違反で | 新     | 7,534票   |      |

埼玉県第13区
- 選挙区：埼玉13区（春日部市の一部・越谷市の一部・久喜市の一部・蓮田市・白岡市・南埼玉郡）
- 任期：2021年10月31日 - 2025年10月30日
- 当日有権者数：258,730人
- 投票率：58.53%

| 当落 | 候補者名 | 年齢 | 所属党派   | 新旧別 | 得票数    | 重複 |
| ---- | -------- | ---- | ---------- | ------ | --------- | ---- |
| 当   | 土屋品子 | 69   | 自由民主党 | 前     | 101,149票 | ○    |
|      | 三角創太 | 33   | 立憲民主党 | 新     | 86,923票  | ○    |
|      | 赤岸雅治 | 60   | 日本共産党 | 新     | 16,622票  |      |

## 経済

### 金融機関
| - みずほ銀行 - 越谷支店（せんげん台支店を併設） - 三菱UFJ銀行 - 越谷支店（越谷駅前支店を併設） - 三井住友銀行イオンレイクタウンmori店 - 埼玉りそな銀行 - 南越谷支店 - せんげん台支店 - 越谷支店 - 北越谷支店 - 千葉銀行越谷レイクタウン支店 - 群馬銀行越谷支店 - 足利銀行越谷支店 - 常陽銀行越谷支店 - 武蔵野銀行 - 越谷支店 - 大袋支店 - 三井住友信託銀行越谷支店 - 栃木銀行 - 越谷支店 - 大袋支店（弥十郎支店を併設） - 蒲生支店 - 越谷西支店 - 東越谷支店 - せんげん台支店 - 蒲生西支店 | - 埼玉縣信用金庫 - 越谷支店 - 大袋支店（越谷平方支店を併設） - 川口信用金庫 - 蒲生支店 - 蒲生西口支店 - 南越谷支店 - せんげん台支店 - 青木信用金庫 - 越谷支店（東越谷支店を併設） - 東京東信用金庫 - 大袋支店 - 北越谷出張所 - 足立成和信用金庫北越谷支店 - 城北信用金庫 - 越谷支店 - 東越谷支店 - 蒲生支店 - 中央労働金庫越谷支店 - 越谷市農業協同組合（JA越谷市） - 本店 - 西支店 - 中央支店 - 南支店 - 東支店 - 北支店 - ゆうちょ銀行越谷店（越谷郵便局） |

### 越谷市に本社を置く主な企業
- 三上鉄工
- ホダカ
- POLUS
- アイ・エム・アイ
- アキュレイト
- アピカ
- 篠崎屋
- シフレ
- 東彩ガス
- 新日本ハウス
- 朝日自動車
- 日本もち
- 吉野電化工業
- イハシ
- アグレクション
- さいたま資材

## 特産物
- くわい（県内1位の生産量）
- ねぎ（深谷市・熊谷市・本庄市に次ぐ県内4位の生産量[25]）
- 小松菜（県内6位の生産量[25]）
- チューリップ
- 越谷だるま
- 越谷雛人形
- 越谷甲冑
- こしがや鴨ネギ鍋（地域特産ブランドとして売り出されている。）

## 姉妹都市
- キャンベルタウン市（オーストラリア連邦ニューサウスウェールズ州）
1984年4月11日姉妹都市提携

## 地域

### 健康
- 平均年齢：43.83歳（男42.96歳、女44.69歳） [平成26年1月1日現在]

#### 地域保健
- 越谷市保健所
- 越谷市保健センター
- 越谷市夜間急患診療所（内科・小児科（内科的疾患のみ））

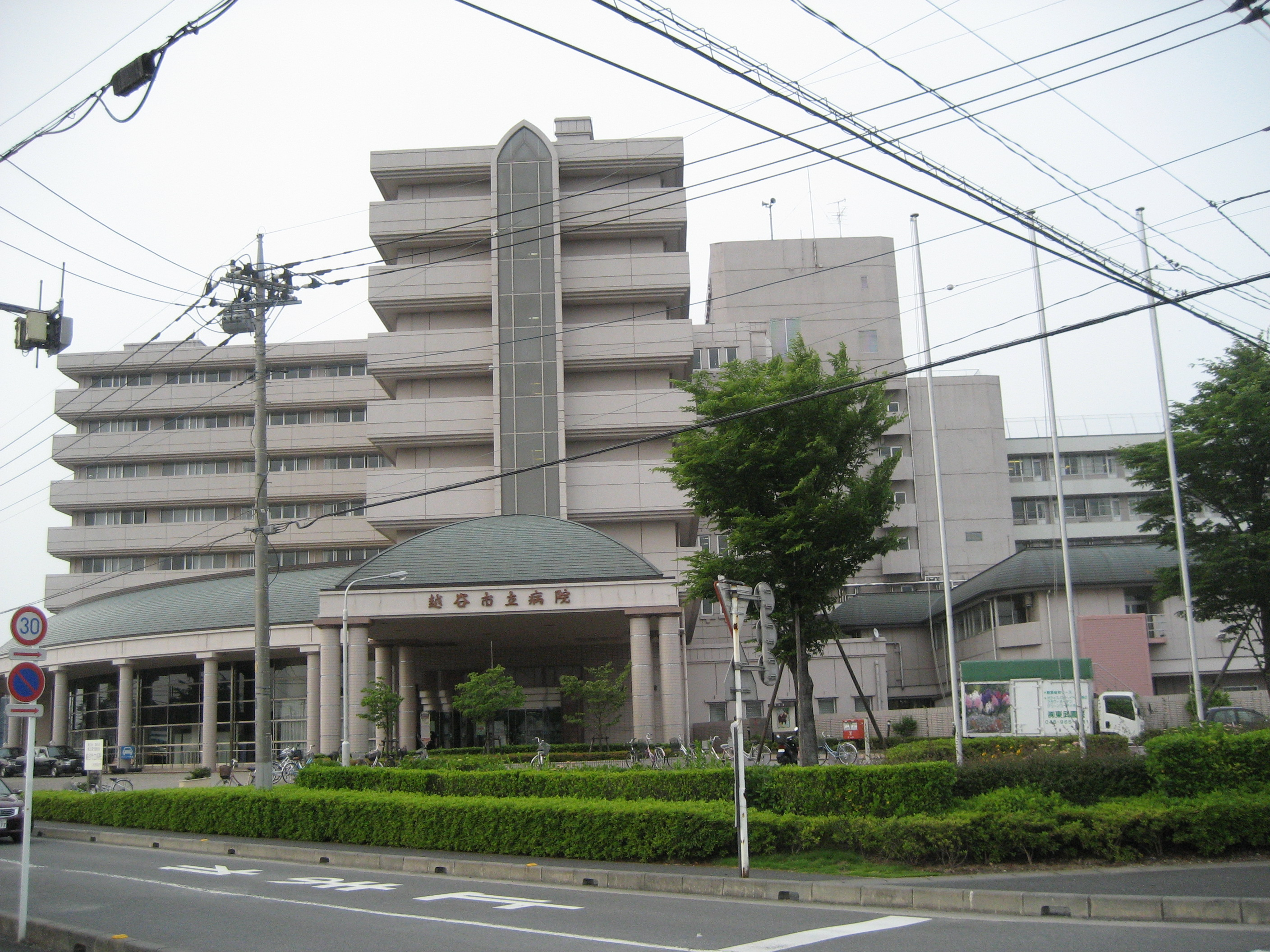
越谷市立病院

#### 主な病院
- 越谷市立病院
- 獨協医科大学埼玉医療センター
- 順天堂大学医学部附属順天堂越谷病院
- 会田病院
- 慶和病院
- 越谷北病院
- 越谷誠和病院
- 十全病院
- 新越谷病院
- 南越谷病院
- 南埼玉病院
- 北辰病院

### 教育

#### 小学校
| - 越谷市立大相模小学校 - 越谷市立大沢小学校 - 越谷市立大沢北小学校 - 越谷市立大袋小学校 - 越谷市立大袋北小学校 - 越谷市立大袋東小学校 - 越谷市立大間野小学校 - 越谷市立荻島小学校 - 越谷市立川柳小学校 - 越谷市立蒲生小学校 - 越谷市立蒲生第二小学校 - 越谷市立蒲生南小学校 - 越谷市立北越谷小学校 - 越谷市立越ヶ谷小学校 - 越谷市立鷺後小学校 | - 越谷市立桜井小学校 - 越谷市立桜井南小学校 - 越谷市立千間台小学校 - 越谷市立出羽小学校 - 越谷市立新方小学校 - 越谷市立西方小学校 - 越谷市立花田小学校 - 越谷市立東越谷小学校 - 越谷市立平方小学校 - 越谷市立増林小学校 - 越谷市立南越谷小学校 - 越谷市立宮本小学校 - 越谷市立明正小学校 - 越谷市立弥栄小学校 - 越谷市立城ノ上小学校 |

#### 中学校
- 市立
  - 越谷市立栄進中学校
  - 越谷市立大相模中学校
  - 越谷市立大袋中学校
  - 越谷市立北中学校
  - 越谷市立光陽中学校
  - 越谷市立新栄中学校
  - 越谷市立千間台中学校
  - 越谷市立中央中学校
  - 越谷市立西中学校
  - 越谷市立東中学校
  - 越谷市立平方中学校
  - 越谷市立富士中学校
  - 越谷市立北陽中学校
  - 越谷市立南中学校
  - 越谷市立武蔵野中学校
- 私立
  - 獨協埼玉中学校

#### 高等学校
- 県立
  - 埼玉県立越ヶ谷高等学校（定時制併設）
  - 埼玉県立越谷北高等学校
  - 埼玉県立越谷総合技術高等学校
  - 埼玉県立越谷西高等学校
  - 埼玉県立越谷東高等学校
  - 埼玉県立越谷南高等学校
- 私立
  - 叡明高等学校
  - 獨協埼玉高等学校
  - 武蔵野星城高等学校（通信制）
  - 松栄学園高等学校 越谷分校（通信制）

#### 専門学校
- 専門学校日本医科学大学校
- CAD製図専門学校
- 小池学園 専門学校東萌ビューテイーカレッジ
- 学校法人ワタナベ学園 越谷保育専門学校

#### 短期大学
- 埼玉東萌短期大学

#### 大学
- 埼玉県立大学
- 文教大学 越谷キャンパス

#### 特別支援学校
- 埼玉県立越谷西特別支援学校
- 埼玉県立越谷特別支援学校

### 地域情報
- 東武よみうり新聞：当市ならびに草加市、三郷市、八潮市、吉川市、松伏町の全域と春日部市、川口市、さいたま市の一部に配布
- 東武朝日新聞：当市ならびに草加市、三郷市、八潮市、吉川市、松伏町、春日部市、さいたま市岩槻区の全域と川口市の一部に配布
- 東武新聞：当市ならびに草加市、三郷市、八潮市、吉川市、松伏町の情報を掲載
- 東埼玉新聞：当市ならびに草加市、三郷市、八潮市、吉川市、松伏町の情報を掲載
- エフエムこしがや（コミュニティFM）：2015年10月16日総務省関東総合通信局より予備免許を付与。2016年3月27日開局。周波数：86.8MHz

### 消防
- 越谷市消防局・消防署
  - 谷中分署
  - 蒲生分署
  - 間久里分署
  - 大相模分署
  - 大袋分署
- 越谷市消防団

### 警察
- 東部機動センター

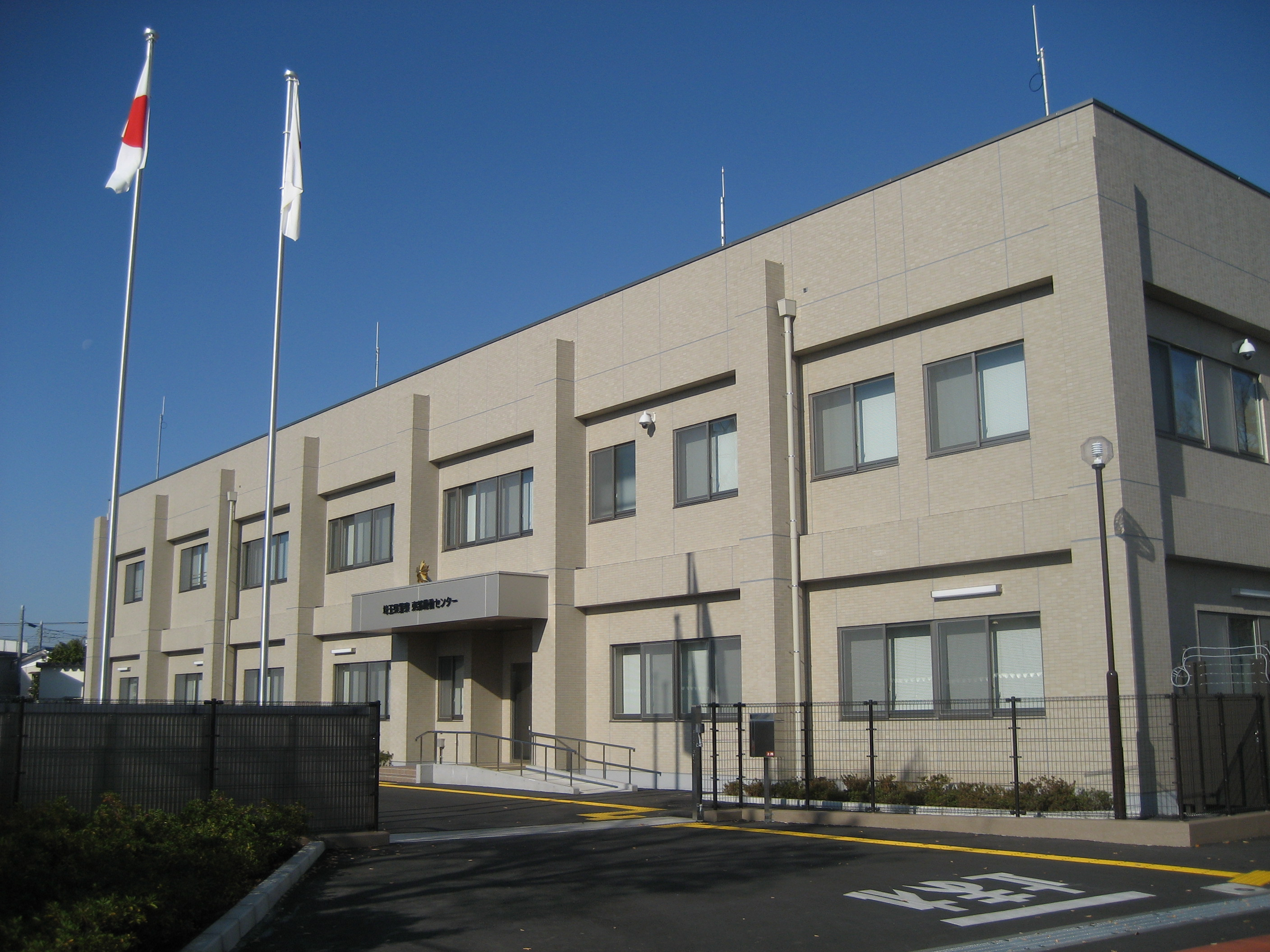
東部機動センター

- 少年サポートセンター東分室越谷相談室（2018年4月2日春日部相談室が埼玉県越谷合同庁舎内へ移転）
- 越谷警察署
  - 越谷駅前交番
  - 南越谷駅前交番
  - 蒲生交番
  - 北越谷駅前交番
  - 大袋交番
  - せんげん台駅前交番
  - 千間台西交番
  - 赤山交番
  - 大相模交番
  - 荻島交番
  - 弥十郎交番
  - 出羽駐在所
  - 増林駐在所
  - 新方駐在所

## 交通

### 鉄道
東武伊勢崎線（東武スカイツリーライン）が市域の中央を南北に縦断し、武蔵野線が市域の南部を東西に横断する。JTBパブリッシングや交通新聞社の時刻表における市の代表駅は、市役所の最寄駅である越谷駅となっている。2つの路線が交わる新越谷駅と南越谷駅は鉄道交通の要衝で特に乗降人員が多く、両駅を合算した一日平均乗降人員は約30万人である。イオンレイクタウンの最寄り駅である越谷レイクタウン駅は定期外利用率が高く、乗降人員全体の約5割を占める。
東武伊勢崎線の北越谷駅以北は地上区間であるが、それ以外はすべて高架区間である。2013年に大袋駅の橋上駅舎が供用されたことにより、市内すべての駅でバリアフリー化が完了した。各駅に駅前広場が整備されており、蒲生駅を除く全駅に路線バスが乗り入れる。
東日本旅客鉄道（JR東日本）
 武蔵野線
- - 南越谷駅 - 越谷レイクタウン駅 -

東武鉄道
 伊勢崎線（東武スカイツリーライン）
- - 蒲生駅 - 新越谷駅 - 越谷駅 - 北越谷駅 - 大袋駅 - せんげん台駅 -

この他、貨物駅である日本貨物鉄道（JR貨物）の越谷貨物ターミナル駅が存在する。

### バス
かつて市内の路線バスは東武バスが一手に引き受けていたが、東武バスの事業縮小に伴いほとんどの路線が朝日自動車（2000年10月移管）と茨城急行自動車（2001年10月移管）に移管された。2004年からジャパンタローズの路線が、2008年からグローバル交通の路線が新規開業した。一方で、1990年9月から運行されている深夜急行バスは東武バスセントラルへの分社後も残存しており、いずれの路線も新越谷駅東口から乗車が可能である。
高速バスはかつて東北急行バスのスイート号、レインボー号が新越谷駅前に停車していた。
- 路線バス
  - 朝日自動車 - 市内に越谷営業所が設けられている。埼玉スタジアム2002の試合開催日は東武バスセントラルと共同運行で北越谷駅西口からシャトルバスが運行されている。
  - 茨城急行自動車 - 北越谷駅東口、せんげん台駅東口を発着する路線が複数路線運行されている。
  - ジャパンタローズ - 市内を通るのは南越谷駅線、越谷レイクタウン線、越谷線の3路線。
  - 国際興業バス - 市内を通るのは鳩ヶ谷営業所の新越11・越11の2系統。
  - グローバル交通 - 市内を通るのは越谷流通団地循環線のみ。
  - 東武バスセントラル - 市内を通るのは草加営業事務所の松原35のみ。
- 深夜急行バス
  - 東武バスセントラル
    - ミッドナイトアロー春日部 （運休中）
    - ミッドナイトアロー吉川・三郷・南流山（運休中）
- 高速バス
  - 東武バスセントラル・福島交通
    - 新越谷駅西口 - 佐野新都市バスターミナル - 西郷バスストップ - 須賀川営業所 - 郡山駅前（あだたら号）

  - 東武バスセントラル・東京空港交通・千葉交通
    - 新越谷駅西口 - 成田空港（しらこばと号、運休中）

  - 東武バスセントラル・京浜急行バス
    - 新越谷駅西口 - 羽田空港

### タクシー
タクシーの営業区域は県南東部交通圏で、春日部市・草加市・久喜市・八潮市などと同じエリアとなっている。

### かつて通っていた鉄道
- 千住馬車鉄道：千住から粕壁（現在の春日部市粕壁3丁目最勝院付近）まで
- 草加馬車鉄道：千住から越ヶ谷大沢（現在の越谷市大沢）まで

### 道路
高速道路
- 東埼玉道路（事業中）
  - 越谷吉川線IC（仮称）

一般国道
- 国道4号 （草加バイパス）
  - 新4号国道（越谷春日部バイパス）
  - 東埼玉道路（一般部）
- 国道463号
  - 越谷浦和バイパス

県道
- 主要地方道
  - 埼玉県道19号越谷野田線
  - 埼玉県道48号越谷岩槻線
  - 埼玉県道49号足立越谷線
  - 埼玉県道52号越谷流山線
  - 埼玉県道80号野田岩槻線
- 一般県道
  - 埼玉県道102号平方東京線
  - 埼玉県道115号越谷八潮線
  - 埼玉県道161号越谷川口線
  - 埼玉県道324号蒲生岩槻線
  - 埼玉県道325号大野島越谷線
  - 埼玉県道380号柿木町蒲生線
  - 埼玉県道404号越谷停車場線
  - 埼玉県道405号北越谷停車場線

構想がある主な道路
- 事業化候補路線となっている核都市広域幹線道路のルート上に位置している。

## 観光・商業・文化

### 概要
越谷市の年間観光引込客数は約5,706万人（2018年）であり、これはさいたま市（約2,572万人）や川越市（約734万人）を抑え、埼玉県の市町村で最も多い値となっている。しかしながら、そのほとんどはイオンレイクタウンとその周辺施設で占められており、その他の観光資源の求心力が低いという結果になっている。人口30万人を超える中核市でありながら特徴的な観光資源が少なく、ブランドイメージの確立が課題となっている。参考として、北に隣接する春日部市はクレヨンしんちゃんの舞台として、南に隣接する草加市は名産品として草加煎餅が知られている。

### 商業施設

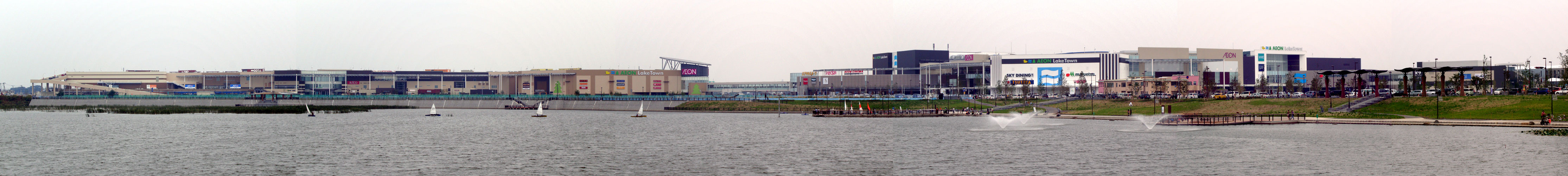
国内最大規模のイオンレイクタウン

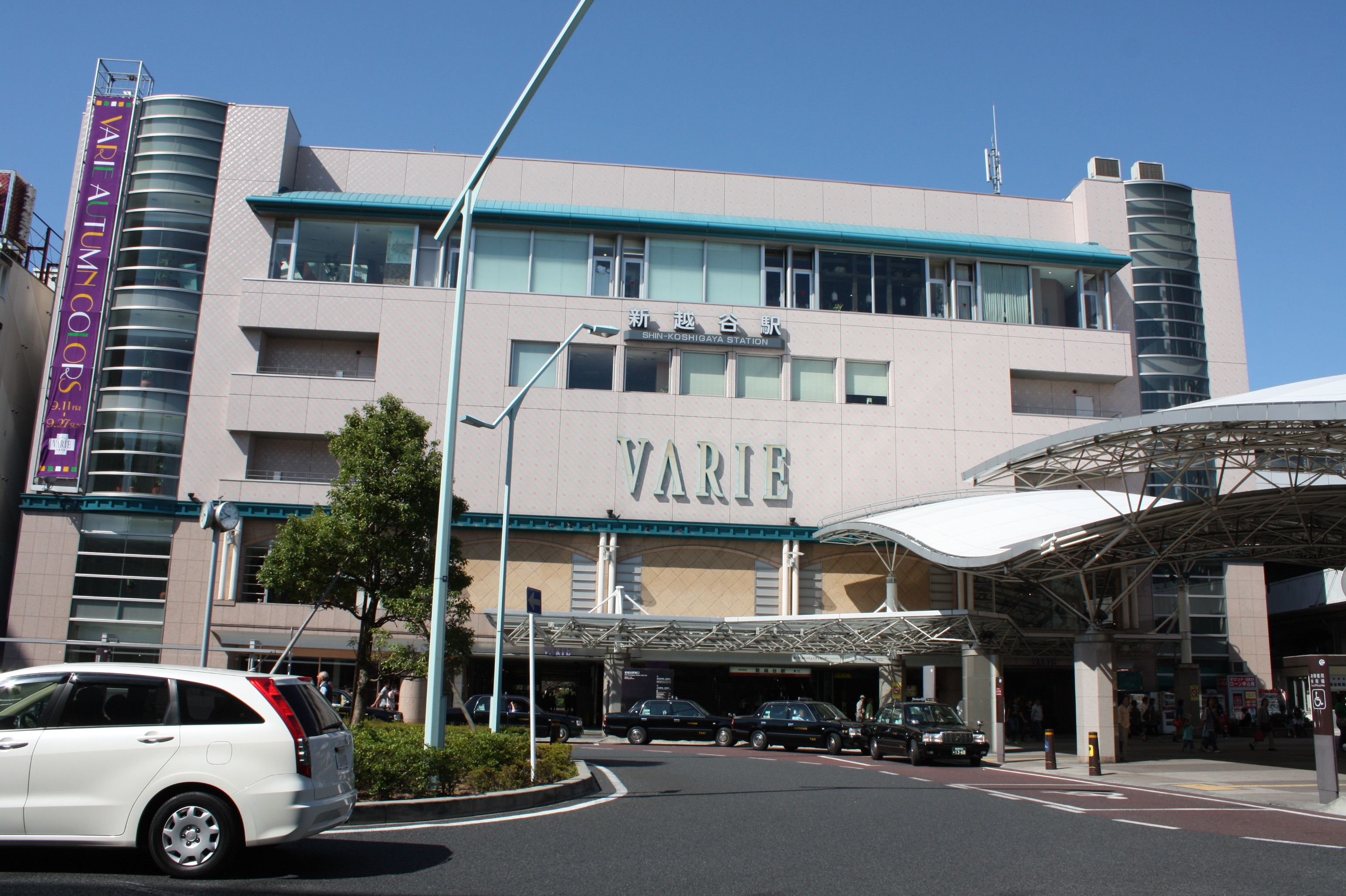
新越谷ヴァリエ

- イオンレイクタウン
越谷レイクタウン地区にある日本最大級のショッピングセンター。kazeとmoriが2008年に開業し、その後アウトレットが2011年に開業した。kazeとmoriを合算した店舗面積は138,920 m2であり、これはららぽーと富士見 (60,000 m2)、イオンモール羽生 (57,000 m2) の2倍以上に相当する。市内唯一のシネマコンプレックスであるイオンシネマと総合スーパーのイオンスタイルを核に、約700店舗の専門店が出店する。
- 新越谷ヴァリエ
東武鉄道伊勢崎線の新越谷駅の駅ビル。店舗数は134店。JR東日本武蔵野線の南越谷駅に隣接している。
- 越谷総合食品地方卸売市場
越谷市および草加市・三郷市・八潮市・吉川市・松伏町の5市1町の食料品安定供給を図る青果物の卸売市場。青果物以外にも水産品・食肉・日用品の販売店舗があり、住民生活を担っている。

### 祭事・催事
- 南越谷阿波踊り
本場の徳島、東京の高円寺と合わせて日本三大阿波踊りと呼ばれている。南越谷地区に本社を置くポラスグループ創業者である中内俊三の故郷が徳島県であり、地域への恩返しとして1985年に開催されたのが始まり。毎年8月下旬の土曜日と日曜日に行われ、その前日にあたる金曜日に前夜祭が行われる。観光入込客数は毎年約70万人を記録する。
- 越谷花火大会
毎年7月下旬の土曜日に越谷市役所前（葛西用水河川敷）にて開催される。観光入込客数は毎年約25万人を記録する。
- 北越谷桜まつり
北越谷駅西口周辺で蛇行する元荒川堤に約350本のソメイヨシノが咲き乱れ、桜の名所として知られている。毎年3月下旬から4月上旬にかけて開催され、期間中は夜間にライトアップがされる。

### 名所・旧跡
- 久伊豆神社
越谷の総鎮守とされている神社であり、旧社格は郷社。宮内庁埼玉鴨場と共に市の「環境保全地域」に指定されている。初詣の参拝者数は約15万人を記録する。
- 花田苑
花田地区にある廻遊式池泉庭園。敷地内にこしがや能楽堂がある。毎年7月上旬に「ホタル観賞の夕べ」が開催される。
- 照蓮院
武田勝頼の遺児で、瓦曽根村まで落ち延びたものの間もなく病没した千徳丸の供養塔がある。
- 南和寺
ベトナム人僧侶が立てたベトナムの仏教の寺院。
- 見田方遺跡 - 1967年（昭和42年）1月11日、市指定文化財（記念物・史跡）に指定[26]。

### 観光スポット
- しらこばと水上公園
さいたま水上公園に次いで2番目に開業した大型レジャープール県営公園。毎年7月中旬から8月下旬にかけてプール営業がされる。
- キャンベルタウン野鳥の森
オーストラリアにあるキャンベルタウンとの姉妹都市提携10周年を記念し、1995年に開設した小動物園。キャンベルタウンから贈られた動物のほか、市の鳥であるシラコバトが飼育されている。
- 越谷梅林公園：毎年3月上旬に「梅まつり」が開催される。
- 越谷総合公園
- 出羽公園
- 越谷市科学技術体験センター
- 東埼玉資源環境組合第一工場ごみ処理施設（リユース）
1995年に完成したごみ処理施設であり、高さ100mの煙突を活用した無料展望台が設けられている。展望台の高さは80mで、東京スカイツリーやさいたまスーパーアリーナ、富士山などが眺望できる。2010年から近隣の増林地区で越谷市観光協会による田んぼアートが行われており、展望台が観覧場所となっている。

### 体育施設・スポーツチーム

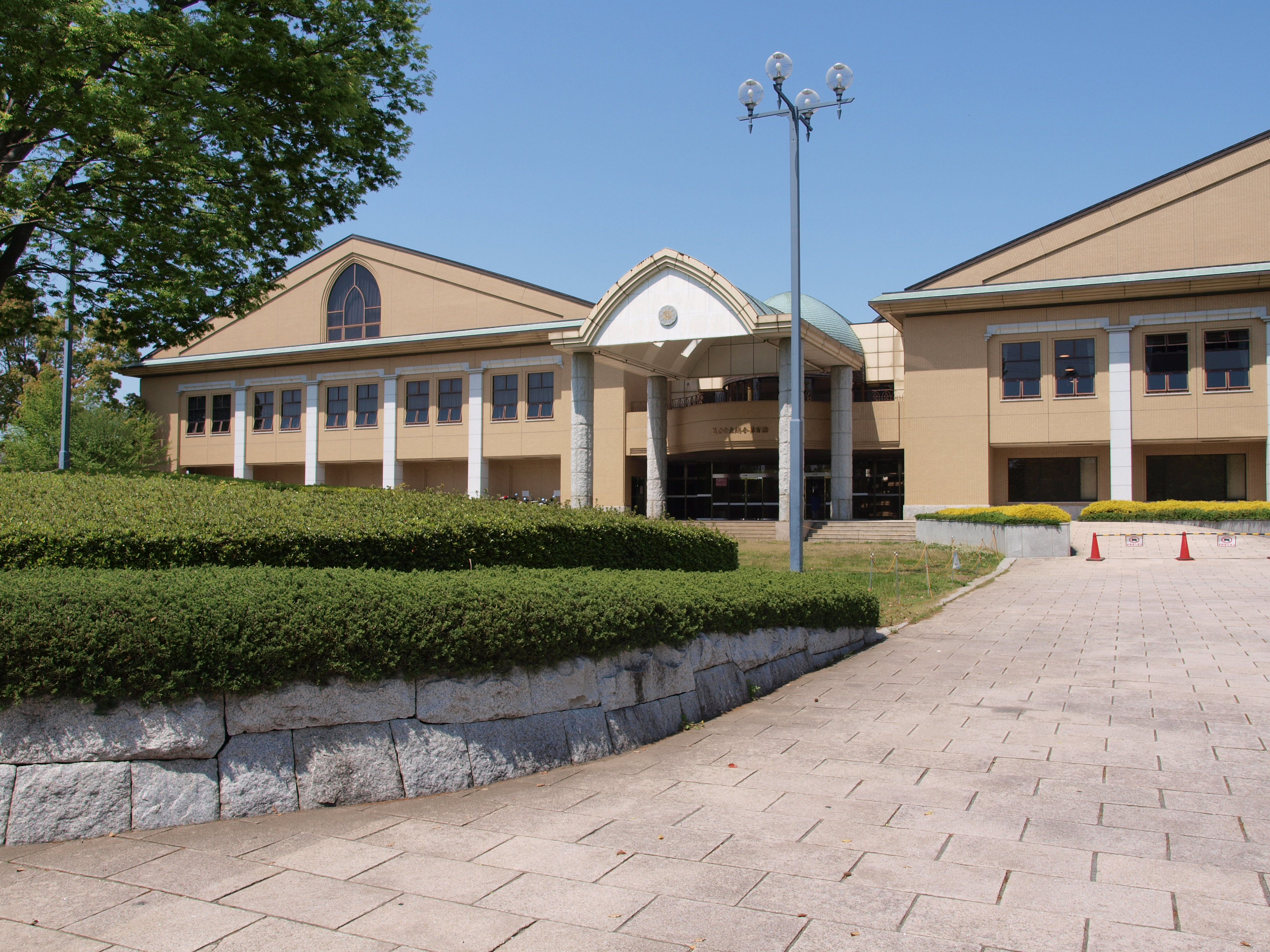
越谷アルファーズのホームアリーナである越谷市立総合体育館

- 越谷市立総合体育館
- 越谷市立地域スポーツセンター
- 越谷市民球場
- 越谷アルファーズ（Bリーグ）
Bリーグに所属する男子プロバスケットボールチーム。大塚商会バスケットボール部（旧チーム名：大塚商会アルファーズ。Bリーグ発足前はNBDLに所属していた。）を母体として、2018年から「大塚商会越谷アルファーズ」としてプロクラブ化。B3リーグでは年間2位ながらも、入れ替え戦で勝利し、2019-2020シーズンより、B2リーグに参戦し、「越谷アルファーズ」に改称した。そして2023-2024シーズンはB2プレーオフで準優勝となり、B1リーグ昇格を果たし、現在に至る。越谷市立総合体育館をホームアリーナとしている。
- DANGAN越谷ボクシングジム

### 温浴施設
- 越谷天然温泉美人の湯　ゆの華

### その他
- 千疋屋発祥の地（千疋屋総本店の「千疋」とは武蔵国埼玉郡千疋の郷（現在の越谷市東町4丁目付近）を指す。）
- 国民健康保険発祥の地の碑（越谷市役所敷地内）。
- シラコバト：越谷付近に生息している。国の天然記念物。

## 越谷（市）に因んだ作品

### 越谷（市）を舞台・背景とした作品
- 帝王
- とっても!ラッキーマン （ガモウひろし） - 主人公・追手内洋一が蒲生地区在住。また「越谷太郎」というキャラクターが登場する。
- バクマン。（大場つぐみ・小畑健） - 舞台は「谷草市」（越谷＋草加）。原作・アニメ版共に越谷市内の駅・施設が背景で使用されている。
- 球詠（マウンテンプクイチ） - 主要登場人物の所属する野球部は「新越谷高校」という高校の部活という設定。越谷レイクタウンの調整池も描かれている。
- 小林さんちのメイドラゴン - 越谷市内の実際の風景が使われている。ただし、「朧塚（Oborozuka）」という架空の地名に置き換えられている。
- 越谷サイコー - NHKさいたま放送局制作のテレビドラマ。全編越谷市がロケ地になっている。
- Lv1魔王とワンルーム勇者 - 作中での地名は「セルゲンダイン（Selgendine）」。アニメ版に於いては越谷駅やイオンレイクタウンをモチーフにしたと思われる建造物が確認できる。

### 越谷（市）の地名・名称を使っている作品
- クレヨンしんちゃん（臼井儀人） - 隣市の春日部市が舞台であるが、アクションデパートの店員に越谷順子という人物が登場。また、「西こしがや駅」という架空の駅等も出てくる。
- バカバカしいの!（ガモウひろし） - 越谷駅から電車で5分のところにある椎野王国という架空の王国が舞台。
- 咲-Saki-阿知賀編 episode of side-A （小林立・五十嵐あぐり）- 阿知賀女子がインターハイの2回戦で対戦する高校の1校が「越谷女子高校」。
- スネークマンショー - 主なコントに「国際越谷カントリークラブ」、「ホテルニュー越谷」がある。

## 出身有名人

### 政治・行政
- 新妻秀規：復興副大臣（第2次岸田内閣）、文部科学大臣政務官兼内閣府大臣政務官兼復興大臣政務官（第3次安倍第3次改造内閣）、参議院議員
- 舟山康江：農林水産大臣政務官（鳩山由紀夫内閣・菅直人内閣）、参議院議員、国民民主党参議院議員会長（第2代）、国民民主党政務調査会長（初代）
- 藤井俊男：参議院議員（1期）
- 前島明成：農林水産省農村振興局長（第16代）、農林水産省東北農政局長、農林水産省大臣官房危機管理・政策立案総括審議官[27]

### 学術
- 飯島澄男：物理学者、カーボンナノチューブ発見者、名城大学終身教授
- 関口安義：日本近代文学研究者、都留文科大学名誉教授

### 文化
- 越谷吾山：俳人、方言研究者
- 越谷オサム：小説家
- 沙羅双樹：小説家
- 木村明広：漫画家
- 大熊謙一：ゲームミュージック作曲家

### スポーツ
- 三沢光晴：元プロレスラー
- Hikaru：元プロレスラー
- 原学：プロレスラー
- 雫有希：プロレスラー（在住)
- 謙吾：元総合格闘家
- 保岡龍斗：バスケットボール選手
- 八子大輔：元バレーボール選手
- 金子美里：バレーボール選手
- 宇田川優希：プロ野球選手（オリックス・バファローズ・投手）
- 三森大貴：プロ野球選手（横浜DeNAベイスターズ・内野手）
- 豆田泰志：プロ野球選手（埼玉西武ライオンズ・投手）
- 野原祐也：元プロ野球選手（元阪神タイガース・外野手→元富山GRNサンダーバーズ選手兼任コーチ）
- 広池浩司：元プロ野球選手（広島東洋カープ・投手）
- 本柳和也：元プロ野球選手（オリックス・バファローズ・投手）
- 鈴木健：元プロ野球選手（西武ライオンズ、東京ヤクルトスワローズ・内野手）
- 菊地光将：プロサッカー選手（レノファ山口FC）
- 比嘉厚平：元プロサッカー選手（モンテディオ山形）
- 島村毅：元プロサッカー選手（湘南ベルマーレ）
- ンドカ・ボニフェイス：プロサッカー選手（水戸ホーリーホック）
- 大若松好弘：元大相撲力士
- 雷昊充敏：元大相撲力士
- 貴月芳将匡：元大相撲力士
- 貴斗志将吏：元大相撲力士
- 阿炎政虎：大相撲力士
- 彩尊光：元大相撲力士
- 栃大海雄：大相撲力士
- 三ノ宮卯之助：江戸時代の力持ち
- 大野拓弥：騎手
- 波形純理：元プロテニスプレーヤー
- 星奈津美：元競泳選手
- 若井友和：オートレース選手

### 芸能
- EXILE ATSUSHI：歌手（EXILE）
- 益若つばさ：ファッションモデル
- かとうれいこ：タレント、元グラビアアイドル
- 荻野由佳：アイドル（元NGT48）
- 小林香菜：アイドル（元AKB48）
- 中島早貴：アイドル（元℃-ute）
- 松田元太：アイドル（Travis Japan)
- 五味美保：シンガーソングライター
- 杉林沙織：女優
- 中島めぐみ：元女優
- MORISHIN：シンガーソングライター
- 結城安浩：シンガーソングライター
- ピエール中野（凛として時雨）：ドラム奏者
- はんくん（エスポワールTRIBE）：YouTuber
- ひろと（エスポワールTRIBE）：YouTuber

- 青木佑磨（学園祭学園）：ギターボーカル・ラジオパーソナリティ

### アナウンサー
- 喜多ゆかり：元朝日放送テレビアナウンサー
- 田部井華子：元福島中央テレビアナウンサー
- 日比あゆみ：元チューリップテレビアナウンサー
- 森圭介：日本テレビアナウンサー
- 森本健成：NHK元アナウンサー

### その他
- 能勢一幸：クイズ王、埼玉県職員
- 石川諭：トランザクション創業者

## ゆかりのある人物
- 梶田隆章：ノーベル物理学賞受賞。市内在住。
- 永易克典：三菱UFJフィナンシャル・グループ元取締役。出生地は愛媛県だが、一時期当市に居住。
- 小林麻耶：元TBSアナウンサー。小2から小5の2学期までを当市で過ごす。
- 小林麻央：女性タレント。小林麻耶の妹。
- 佐藤健：俳優。市内の越谷北高校卒。
- 村田雄浩：俳優。小学5年生より当市で育つ。
- 柳浩太郎：俳優
- 市川由紀乃：演歌歌手。中1より当市で過ごす[28]。
- 板倉俊之：お笑い芸人（インパルス）。市内にある獨協埼玉高校卒。
- 原哲夫：漫画家
- 森川ジョージ：漫画家
- 山田玲司：漫画家。市内在住。
- ガモウひろし：漫画家。市内在住でペンネームの由来が市内の地名「蒲生」が由来。
- 町屋良平：小説家。第160回 芥川龍之介賞受賞。市内の越ヶ谷高校卒。
- 古市憲寿：社会学者。作家。市内の越谷北高校卒。
- 角間惇一郎：一般社団法人GrowAsPeople代表理事。拠点が越谷市
- 武田幸三：キックボクサー。中学のとき、東京から当市に引っ越してきた。
- 笠浩二：ミュージシャン。C-C-Bのドラマー。熊本県へ移住する前の数年を当市で過ごす。
- 望月たけし：俳人。新俳句人連盟副会長。市内在住で越谷市俳句連盟会長。
- 高橋李依：声優、歌手。市内の越谷南高校卒。
- 鈴木信吾：版画家。1985年に東京都から転居し、1993年の病没時まで当市に居住する。
- 千崎敏司：タレント。高知県出身だが、何十年も市内在住。
- 三遊亭多歌介：落語家。東京から転校、市内の富士中学卒。